# Campanya de Polònia
|  | «invasió de Polònia» redirigeix aquí. Vegeu-ne altres significats a «invasió soviètica de Polònia». |

La invasió de Polònia (1 de setembre - 6 d'octubre de 1939), també coneguda com a campanya de setembre (polonès: Kampania wrześniowa), guerra defensiva de 1939 (polonès: Wojna obronna 1939 roku) i campanya de Polònia (alemany: Überfall auf Polen, Polenfeldzug), va ser un atac a la República de Polònia per part de l'Alemanya nazi i la Unió Soviètica que va marcar el començament de la Segona Guerra Mundial. La invasió alemanya va començar l'1 de setembre de 1939, una setmana després de la signatura del Pacte Mólotov-Ribbentrop entre Alemanya i la Unió Soviètica, i un dia després que el Soviet Suprem de la Unió Soviètica aprovés el pacte. Els soviètics van envair Polònia el 17 de setembre. La campanya va finalitzar el 6 d'octubre amb Alemanya i la Unió Soviètica dividint i annexionant tota Polònia en virtut del Tractat de Frontera Germano-Soviètica.
Les forces alemanyes van envair Polònia des del nord, sud i oest el matí després de l'incident de Gleiwitz. Les forces militars eslovaques van avançar al costat dels alemanys al nord d'Eslovàquia. A mesura que la Wehrmacht avançava, les forces poloneses es retiraven de les seves bases d'operacions properes a prop de la frontera Alemanya-Polònia cap a línies de defensa establertes més a l'est. Després de la derrota polonesa a mitjans de setembre a la batalla de Bzura, els alemanys van obtenir un avantatge indiscutible. Les forces poloneses es van retirar al sud-est on es van preparar per a una llarga defensa del cap de pont romanès mentre esperaven el suport de França i el Regne Unit; països amb qui Polònia havia signat aliances militars: el 25 d'agost d'aquell mateix any amb el Regne Unit i des de 1921 una altra aliança amb França. Tot i això, malgrat que les dues potències occidentals van declarar la guerra a Alemanya el 3 de setembre, no van donar cap tipus de suport al seu aliat i es van mantenir quasi inactius més de mig any –període conegut com la guerra de broma, durant el qual França va envair una petita part d'Alemanya en l'ofensiva del Saar.
El 17 de setembre, l'Exèrcit Roig soviètic va envair Polònia oriental, el territori més enllà de la línia Curzon que va caure a "l'esfera d'influència" soviètica segons el protocol secret del Pacte Mólotov-Ribbentrop; això va fer obsolet el pla de defensa polonès. Davant d'un segon front, el govern polonès va concloure que la defensa del cap de pont romanès ja no era factible i va ordenar l'evacuació d'emergència de totes les tropes per la neutral Romania. El 6 d'octubre, després de la derrota polonesa a la batalla de Kock, les forces alemanyes i soviètiques van obtenir el control total sobre Polònia. L'èxit de la invasió va marcar el final de la Segona República Polonesa, tot i que Polònia mai no es va rendir formalment.
El 8 d'octubre, després d'un primer període d'administració militar, Alemanya es va annexionar directamenta l'oest de Polònia i l'antiga ciutat lliure de Danzig i va col·locar el bloc restant de territori sota l'administració del recentment establert Govern General. La Unió Soviètica va incorporar les seves àrees recentment adquirides a les seves repúbliques constituents de Belarús i Ucraïna, i va iniciar immediatament una campanya de sovietització. Després de la invasió, un col·lectiu d'organitzacions de resistència clandestines va formar l'Estat Polonès Clandestí dins del territori de l'antic estat polonès. Molts dels exiliats militars que van aconseguir escapar de Polònia es van unir posteriorment a les Forces Armades poloneses a Occident, una força armada fidel al govern polonès a l'exili.

## Antecedents
El 30 de gener de 1933, el Partit Nacional Socialista dels Treballadors Alemanys, dirigit pel seu líder Adolf Hitler, va arribar al poder a Alemanya. Tot i que la República de Weimar havia intentat annexionar territoris de Polònia durant molt de temps, era una idea pròpia de Hitler i no una realització dels plans de Weimar d'envair i particionar Polònia, annexionar Bohèmia i Àustria i crear econòmicament estats satèl·lits o titelles. subordinats a Alemanya. Com a part d'aquesta política a llarg termini, Hitler va emprendre al principi una política d'acostament amb Polònia, intentant millorar l'opinió a Alemanya, que va culminar amb el Pacte Alemany-Polonès de No Agressió de 1934. Anteriorment, la política exterior de Hitler va treballar per debilitar els llaços entre Polònia i França i va intentar dirigir Polònia cap al Pacte Anti-Komintern, formant un front cooperatiu contra la Unió Soviètica. A Polònia se li concediria territori al nord-est d'Ucraïna i Belarús si acordés fer la guerra contra la Unió Soviètica, però les concessions que s'esperava que fessin els polonesos significaven que la seva pàtria dependria en gran manera d'Alemanya, funcionant com poc més que un estat client. Els polonesos temien que la seva independència acabés sent amenaçada per complet; històricament, Hitler ja havia denunciat el dret de Polònia a la independència el 1930, escrivint que els polonesos i els txecs eren una "canalla que no valia ni un cèntim més que els habitants del Sudan o de l'Índia. Com poden exigir els drets dels estats independents?"
La població de la Ciutat Lliure de Danzig era molt favorable a l'annexió d'Alemanya, igual que molts dels habitants alemanys ètnics del territori polonès que separaven l'enclavament alemany de Prússia Oriental de la resta del Reich. El corredor polonès constituïa terres molt disputades per Polònia i Alemanya, i estava habitat per una majoria polonesa. El passadís havia passat a formar part de Polònia després del tractat de Versalles. Molts alemanys també volien que la ciutat portuària urbana de Danzig i els seus voltants (que comprenien la ciutat lliure de Danzig) es reincorporessin a Alemanya. La ciutat de Danzig tenia una majoria alemanya, i havia estat separat d'Alemanya després de Versalles i convertit en la Ciutat Lliure nominalment independent. Hitler va intentar utilitzar això com a casus belli, motiu de guerra, per revertir les pèrdues territorials posteriors a 1918 i, en moltes ocasions, havia apel·lat al nacionalisme alemany, prometent "alliberar" la minoria alemanya que encara es trobava al Corredor, així com Danzig.
La invasió va ser referida per Alemanya com la Guerra Defensiva de 1939 (Verteidigungskrieg), ja que Hitler va proclamar que Polònia havia atacat Alemanya i que "els alemanys a Polònia són perseguits amb un terror sagnant i són expulsats de casa seva. La sèrie de violacions frontereres, que són insuportable per a una gran potència, demostreu que els polonesos ja no estan disposats a respectar la frontera alemanya".
Polònia va participar amb Alemanya en la partició de Txecoslovàquia que va seguir l'Acord de Múnic, tot i que no formaven part de l'acord. Va obligar Txecoslovàquia a rendir la regió de Český Těšín emetent un ultimàtum en aquest sentit el 30 de setembre de 1938, que va ser acceptat per Txecoslovàquia l'1 d'octubre. Aquesta regió tenia una majoria polonesa i havia estat disputada entre Txecoslovàquia i Polònia després de la Primera Guerra Mundial. L'annexió polonesa del territori eslovac (diversos pobles de les regions de Čadca, Orava i Spiš) més tard va servir de justificació per a l'estat eslovac per unir-se a la invasió alemanya.
El 1937, Alemanya va començar a augmentar les seves demandes de Danzig, tot proposant que es construís una carretera extraterritorial, que formés part del sistema Reichsautobahn, per connectar Prússia Oriental amb Alemanya pròpiament dita, que travessava el corredor polonès. Polònia va rebutjar aquesta proposta, tement que, després d'acceptar aquestes demandes, quedaria cada vegada més sotmesa a la voluntat d'Alemanya i, finalment, perdés la seva independència com els txecs. Els líders polonesos també desconfiaven de Hitler. Els britànics també desconfiaven de la creixent força i assertivitat d'Alemanya que posaven en perill la seva estratègia d'equilibri de poder. El 31 de març de 1939, Polònia va formar una aliança militar amb el Regne Unit i França, creient que la independència i la integritat territorial poloneses serien defensades amb el seu suport si Alemanya fos amenaçada. D'altra banda, el primer ministre britànic Neville Chamberlain i el seu secretari d'Afers Exteriors, Lord Halifax, encara esperaven arribar a un acord amb Hitler sobre Danzig (i possiblement el corredor polonès). Chamberlain i els seus partidaris van creure que es podria evitar la guerra i van esperar que Alemanya acceptés deixar sola la resta de Polònia. L'hegemonia alemanya sobre l'Europa central també estava en joc. En privat, Hitler va dir al maig que Danzig no era el tema important per a ell, sinó la recerca del Lebensraum per a Alemanya.

### Trencament de les converses
Amb les tensions creixents, Alemanya va recórrer a una diplomàcia agressiva. El 28 d'abril de 1939, Hitler es va retirar unilateralment tant del Pacte de no-agressió germano-polonès de 1934 com de l'Acord Naval Anglo-Alemany de 1935. Les converses sobre Danzig i el Corredor es van trencar i van passar els mesos sense interacció diplomàtica entre Alemanya i Polònia. Durant aquest període provisional, els alemanys van saber que França i Gran Bretanya no havien aconseguit una aliança amb la Unió Soviètica contra Alemanya, i que la Unió Soviètica estava interessada en una aliança amb Alemanya contra Polònia. Hitler ja havia dictat ordres per preparar-se per una possible "solució del problema polonès per mitjans militars" a través de l'escenari Cas Blanc.
Al maig, en una declaració als seus generals mentre estaven en plena planificació de la invasió de Polònia, Hitler va deixar clar que la invasió no arribaria sense resistència com va tenir a Txecoslovàquia:
| « | Amb excepcions menors s'ha aconseguit la unificació nacional alemanya. No es poden aconseguir més èxits sense vessament de sang. Polònia sempre estarà al costat dels nostres adversaris ... Danzig no és l'objectiu. Es tracta d'ampliar el nostre espai vital a l'est, de garantir el subministrament d'aliments i de resoldre el problema dels estats bàltics. Per proporcionar aliments suficients heu de tenir zones poc assentades. Per tant, no hi ha dubte d'estalviar Polònia i la decisió continua d'atacar Polònia en la primera oportunitat. No podem esperar una repetició de Txecoslovàquia. Hi haurà lluita. | » |

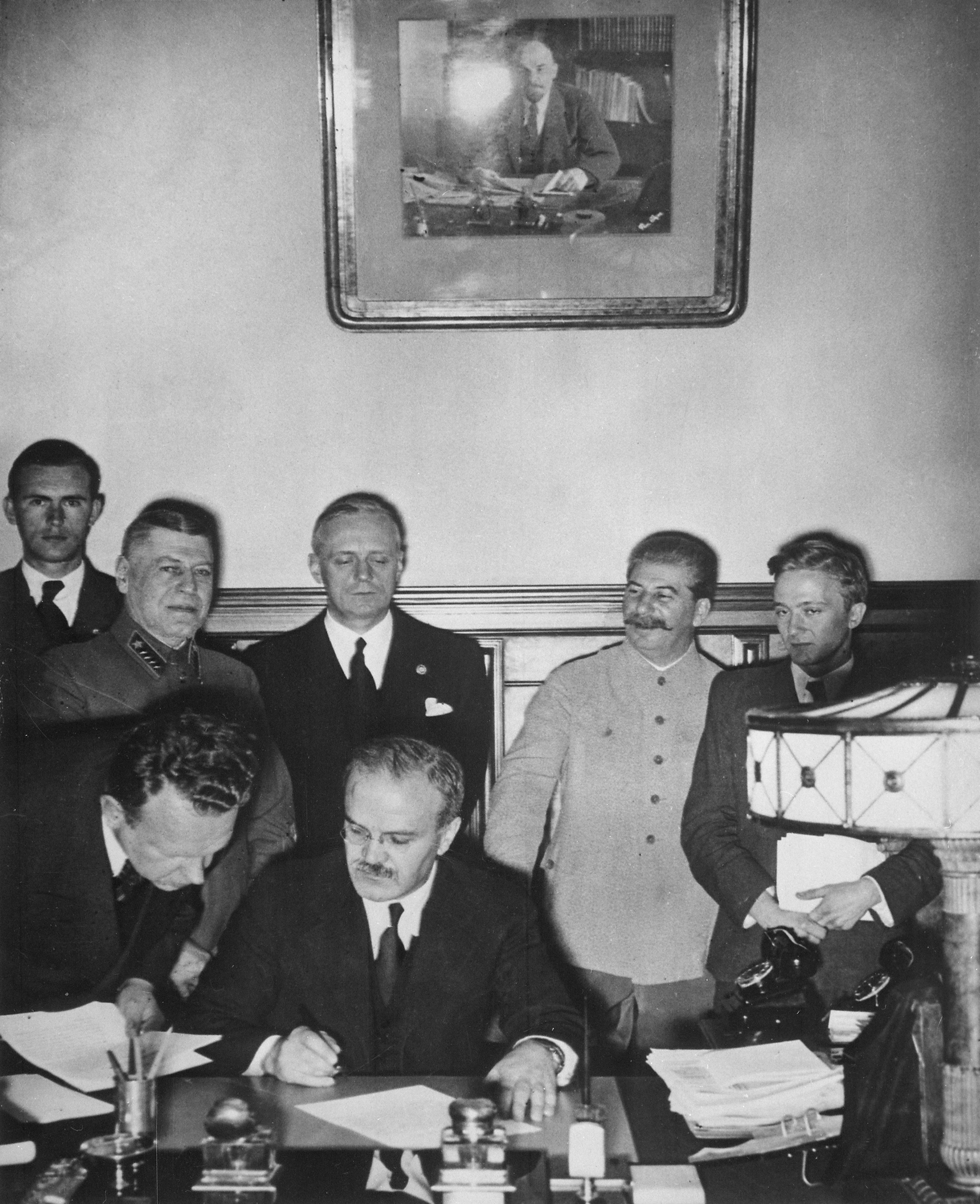
Viatxeslav Mólotov signa el Pacte Mólotov-Ribbentrop, un pacte alemany-soviètic de no agressió. Al seu darrera es troba el ministre d'exteriors alemany Joachim von Ribbentrop i el premier soviètic Iosif Stalin.

El 22 d'agost, poc més d'una setmana abans de l'inici de la guerra, Hitler va pronunciar un discurs als seus comandants militars a l'Obersalzberg:
| « | ¡¡L'objectiu de la guerra és ... destruir físicament l'enemic. És per això que he preparat, de moment només a l'Est, les meves formacions de "Cap de Mort" amb ordres de matar sense pietat ni pietat a tots els homes, dones i nens d'ascendència o llengua polonesa. Només així podem obtenir l'espai vital que necessitem. | » |

Amb la signatura sorpresa del Pacte Molotov – Ribbentrop el 23 d'agost, resultat de les converses secretes entre nazi i soviètics celebrades a Moscou, Alemanya va neutralitzar la possibilitat d'oposició soviètica a una campanya contra Polònia i la guerra es va fer imminent. De fet, els soviètics van acordar no ajudar França ni el Regne Unit en cas d'anar a la guerra amb Alemanya per Polònia i, en un protocol secret del pacte, els alemanys i els soviètics van acordar dividir l'Europa de l'Est, inclosa Polònia, en dues esferes d'influència; el terç occidental del país havia d'anar a Alemanya i els dos terços orientals a la Unió Soviètica.
L'assalt alemany estava previst inicialment per començar a les 4:00 del matí del 26 d'agost. Tanmateix, el 25 d'agost es va signar el Pacte de Defensa Comú polaco-britànic com a annex de l'aliança franco-polonesa de 1921. En aquest acord, Gran Bretanya es va comprometre a defensar Polònia, garantint la preservació de la independència polonesa. Al mateix temps, els britànics i els polonesos insinuaven a Berlín que estaven disposats a reprendre les discussions, en absolut la manera com Hitler esperava emmarcar el conflicte. Així, va vacil·lar i va ajornar el seu atac fins a l'1 de setembre, aconseguint aturar efectivament tota la invasió "a mig pas".

Divisions planificades i reals de Polònia, segons el Pacte Mólotov-Ribbentrop, amb ajustos posteriors

No obstant això, hi va haver una excepció: la nit del 25 al 26 d'agost, un grup de sabotatge alemany que no havia sentit res sobre el retard de la invasió va atacar el pas de Jablunkov i l'estació de ferrocarril de Mosty a Silèsia. El matí del 26 d'agost, aquest grup va ser repel·lit per les tropes poloneses. El bàndol alemany va descriure tot això com un incident "causat per un individu boig" (vegeu l'incident de Jabłonków).
El 26 d'agost, Hitler va intentar dissuadir els britànics i els francesos d'interferir-se en el proper conflicte, fins i tot prometent que les forces de la Wehrmacht es posarien a disposició de l'imperi britànic en el futur. Les negociacions van convèncer Hitler que hi havia poques possibilitats que els aliats occidentals declaressin la guerra a Alemanya i, fins i tot, si ho feien, a causa de la manca de "garanties territorials" a Polònia, estarien disposats a negociar un compromís favorable a Alemanya després de la seva conquesta. de Polònia. Mentrestant, l'augment del nombre de vols d'avions de reconeixement a gran altitud i els moviments transfronterers de tropes van indicar que la guerra era imminent.

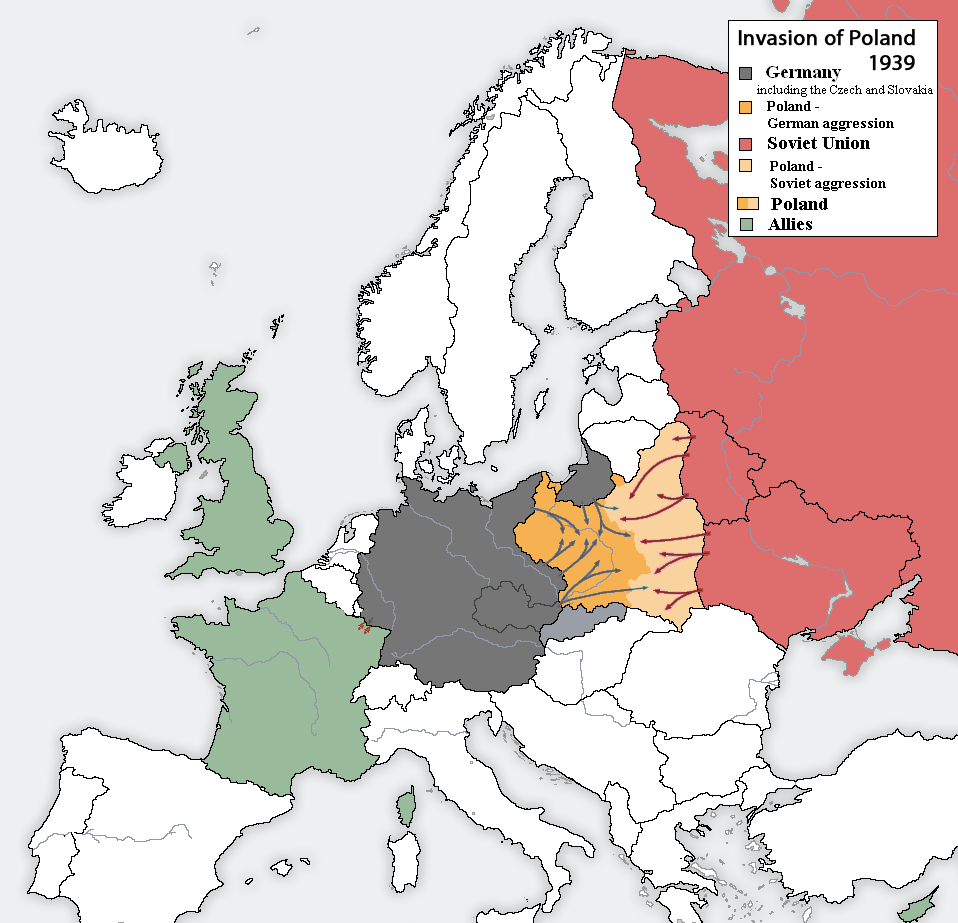
El mapa mostra el començament de la Segona Guerra Mundial el setembre de 1939 en un context europeu.

El 29 d'agost, impulsada pels britànics, Alemanya va emetre una última oferta diplomàtica, amb Fall Weiss encara per reprogramar. Aquella nit, el govern alemany va respondre en un comunicat que pretenia no només la restauració de Danzig, sinó també el corredor polonès (que abans no havia format part de les demandes de Hitler), a més de la salvaguarda de la minoria alemanya a Polònia. Va dir que estaven disposats a iniciar les negociacions, però va indicar que un representant polonès amb el poder de signar un acord havia d'arribar a Berlín l'endemà, mentre mentrestant elaboraria un conjunt de propostes. El gabinet britànic es va mostrar satisfet que s'haguessin acordat les negociacions, però, conscient de com Emil Hácha havia estat obligat a deixar el seu país en circumstàncies similars pocs mesos abans, considerava un requisit per a l'arribada immediata d'un representant polonès amb poders de signatura complets com un ultimàtum inacceptable. La nit del 30 al 31 d'agost, el ministre d'Afers Exteriors alemany, Joachim von Ribbentrop, va llegir una proposta alemanya de 16 punts a l'ambaixador britànic. Quan l'ambaixador va sol·licitar una còpia de les propostes per transmetre-les al govern polonès, Ribbentrop es va negar, argumentant que el representant polonès sol·licitat no havia arribat a mitjanit Quan l'ambaixador polonès Lipski va anar a veure Ribbentrop més tard el 31 d'agost per indicar que Polònia estava disposada favorablement a les negociacions, va anunciar que no tenia el poder complet per signar i Ribbentrop el va acomiadar. Aleshores es va transmetre que Polònia havia rebutjat l'oferta d'Alemanya i les negociacions amb Polònia van acabar. Hitler va dictar ordres perquè la invasió comencés poc després.
El 29 d'agost, el ministre polonès d'Afers Exteriors, Józef Beck, va ordenar la mobilització militar, però sota la pressió de Gran Bretanya i França, la mobilització va ser cancel·lada. Quan va començar la mobilització final, es va afegir a la confusió.
El 30 d'agost, la marina polonesa va enviar la seva flotilla de destructors a Gran Bretanya, executant el Pla Pequín. El mateix dia, el mariscal de Polònia Edward Rydz-Śmigłyva anunciar la mobilització de les tropes poloneses. No obstant això, els francesos van pressionar-lo perquè revoqués l'ordre, que aparentment encara esperaven un acord diplomàtic, sense adonar-se que els alemanys estaven totalment mobilitzats i concentrats a la frontera polonesa. Durant la nit del 31 d'agost, l'incident de Gleiwitz, un atac de bandera falsa a l'emissora de ràdio, es va organitzar a prop de la ciutat fronterera de Gleiwitz, a l'Alta Silèsia per unitats alemanyes que es feien passar per tropes poloneses, com a part de l'Operació Himmler. El 31 d'agost, Hitler va ordenar que les hostilitats contra Polònia comencessin a les 4:45 del matí següent. No obstant això, en part a causa de l'aturada anterior, Polònia finalment va aconseguir mobilitzar només aproximadament el 70% de les seves forces previstes (només uns 900.000 de 1.350.000 soldats tenien previst mobilitzar-se en primer lloc), i a causa d'això moltes unitats encara s'estaven formant o es movien cap a la seva posicions de primera línia designades. La mobilització tardana va reduir la capacitat de combat de l'exèrcit polonès en aproximadament un terç.

## Forces oposades

### Alemanya
Alemanya tenia un avantatge numèric substancial sobre Polònia i havia desenvolupat una important força militar abans del conflicte. El Heer (exèrcit) disposava de 3.472 tancs al seu inventari, dels quals 2.859 eren amb l'exèrcit de camp i 408 amb l'exèrcit de substitució. 453 tancs van ser assignats a quatre divisions lleugeres, mentre que altres 225 tancs estaven en regiments i companyies separades. El més notable és que els alemanys tenien set divisions Panzer, amb 2.009 tancs entre ells, utilitzant una nova doctrina operativa. Va afirmar que aquestes divisions havien d'actuar en coordinació amb altres elements de l'exèrcit, perforant forats a la línia enemiga i aïllant les unitats seleccionades, que serien encerclades i destruïdes. Això seria seguit per soldats d'infanteria i de peu mecanitzats menys mòbils. La Luftwaffe (força aèria) proporcionava potència aèria tant tàctica com estratègica, especialment bombarder en picat que alteraven les línies de subministrament i comunicacions. Junts, els nous mètodes van rebre el sobrenom de "Blitzkrieg" (guerra llampec). Mentre l'historiador Basil Liddell Hart afirmava que "Polònia era una demostració completa de la teoria Blitzkrieg", alguns altres historiadors en discrepen.
Els avions van tenir un paper important en la campanya. Els bombarders també van atacar les ciutats, causant enormes pèrdues entre la població civil a través de bombardeigs de terror i enganys. Les forces de la Luftwaffe estaven formades per 1.180 caces, 290 bombarders Ju 87 Stuka, 1.100 bombarders convencionals (principalment Heinkel He 111s i Dornier Do 17s), i un assortiment de 550 avions de transport i 350 de reconeixement. En total, Alemanya tenia prop de 4.000 avions, la majoria moderns. Una força de 2.315 avions va ser assignada a Weiss. A causa de la seva participació anterior a la guerra civil espanyola, la Luftwaffe va ser probablement la força aèria més experimentada, millor entrenada i millor equipada del món el 1939.

### Polònia

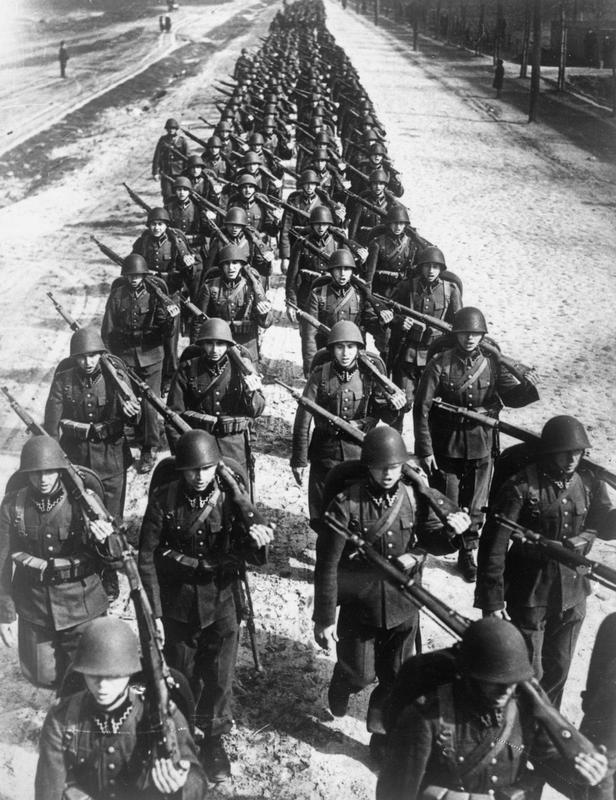
Infanteria polonesa

Sorgint el 1918 com a país independent després de 123 anys després de les particions de Polònia, la Segona República Polonesa, en comparació amb països com el Regne Unit o Alemanya, era un país relativament indigent i majoritàriament agrícola. Les potències de partició no van invertir en el desenvolupament de la indústria, especialment en la indústria armamentística a les zones ètnicament poloneses. A més, Polònia va haver de fer front als danys causats per la Primera Guerra Mundial. Això va donar lloc a la necessitat de construir una indústria de defensa des de zero. Entre 1936 i 1939, Polònia va invertir molt en la recent creada Regió Industrial Central. Els preparatius per a una guerra defensiva amb Alemanya van estar en curs durant molts anys, però la majoria dels plans van suposar que els combats no començarien abans de 1942. Per recaptar fons per al desenvolupament industrial, Polònia va vendre gran part dels equips moderns que produïa. El 1936, es va crear un Fons de Defensa Nacional per recollir els fons necessaris per enfortir les forces armades poloneses. L'exèrcit polonès tenia aproximadament un milió de soldats, però no tots van ser mobilitzats l'1 de setembre. Els retardats van patir un nombre important de baixes quan el transport públic es va convertir en objectiu de la Luftwaffe. L'exèrcit polonès tenia menys forces blindades que els alemanys, i aquestes unitats, disperses a la infanteria, no van poder comprometre eficaçment els alemanys s.
Les experiències de la guerra poloneso-soviètica van configurar la doctrina organitzativa i operativa de l'exèrcit polonès. A diferència de la guerra de trinxeres de la Primera Guerra Mundial, la guerra poloneso-soviètica va ser un conflicte en què la mobilitat de la cavalleria va tenir un paper decisiu. Polònia va reconèixer els avantatges de la mobilitat, però no va poder invertir molt en molts dels costosos invents no demostrats des de llavors. Malgrat això, les brigades de cavalleria poloneses es van utilitzar com a infanteria muntada mòbil i van tenir alguns èxits tant contra la infanteria com la cavalleria alemanyes.

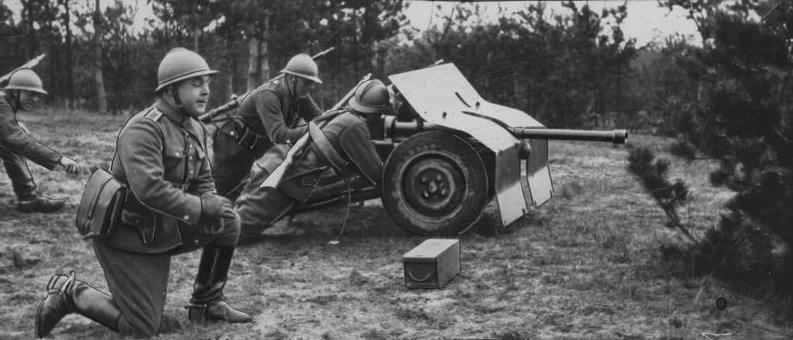
Canó antitanc Bofors de 37 mm durant exercicis

Una divisió d'infanteria polonesa mitjana estava formada per 16.492 soldats i estava equipada amb 326 metralladores lleugeres i mitjanes, 132 metralladores pesades, 92 rifles antitanc i diverses dotzenes de peces d'artilleria de camp lleugera, mitjana, pesada, antitanc i antiaèria. Al contrari dels 1.009 cotxes i camions i 4.842 cavalls de la divisió d'infanteria mitjana alemanya, la divisió d'infanteria polonesa mitjana tenia 76 cotxes i camions i 6.939 cavalls.
La Força Aèria Polonesa (Lotnictwo Wojskowe) es trobava en desavantatge sever contra la Luftwaffe alemanya a causa de la inferioritat en nombre i de l'obsolescència dels seus avions de combat. Tanmateix, contràriament a la propaganda alemanya, no es va destruir a terra; de fet, es va dispersar amb èxit abans de començar el conflicte i ni un sol avió de combat va ser destruït a terra durant els primers dies del conflicte. A l'era del ràpid progrés en aviació, la Força Aèria Polonesa mancava de caces moderns, a causa de la cancel·lació de molts projectes avançats, com el PZL.38 Wilk i un retard en la introducció d'un combat polonès completament nou PZL.50 Jastrząb. No obstant això, els seus pilots eren un dels millors entrenats del món, com es va demostrar un any després a la batalla d'Anglaterra, en la qual els polonesos van tenir un paper notable.

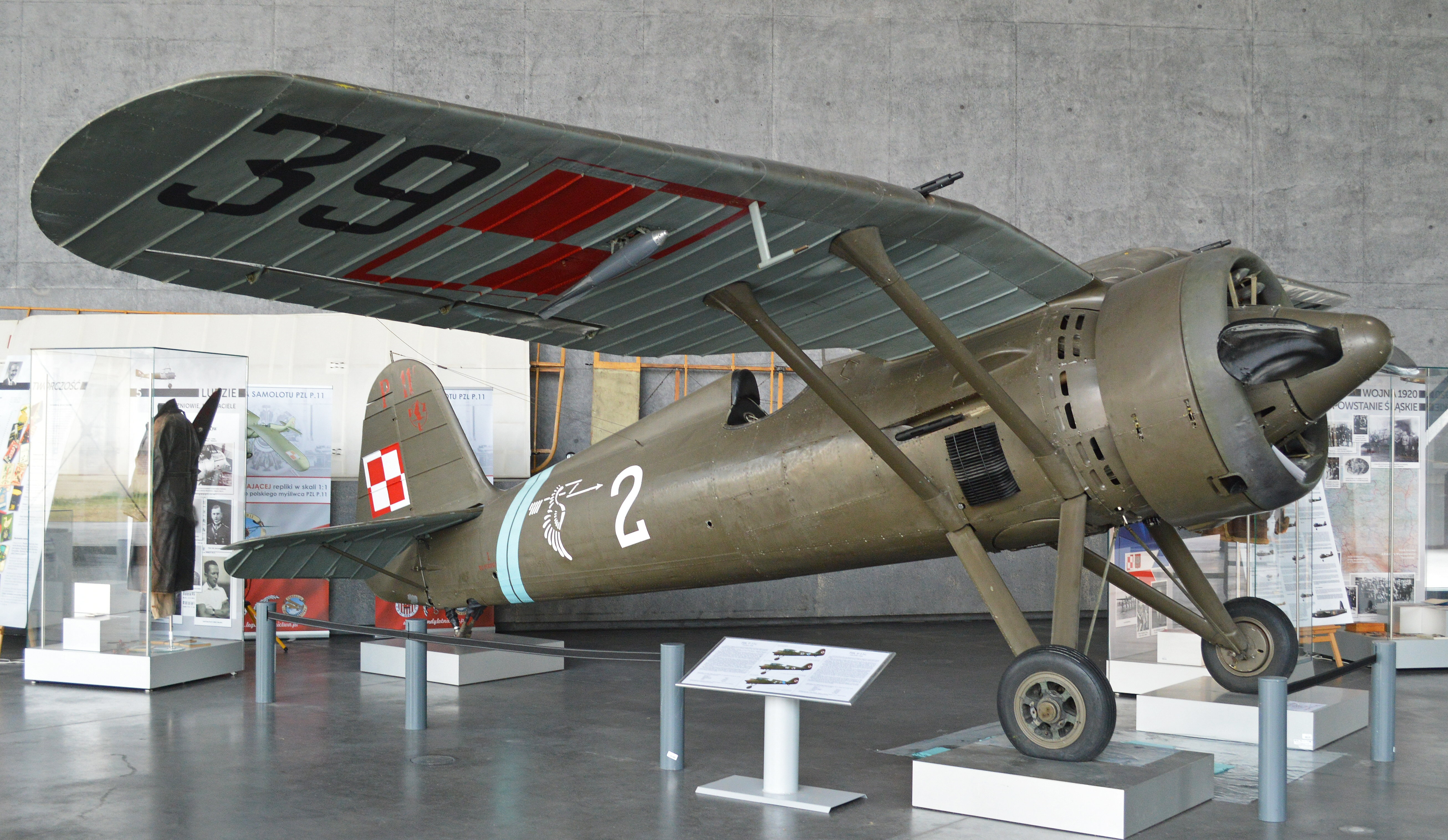
Avió de caça polonès PZL P.11

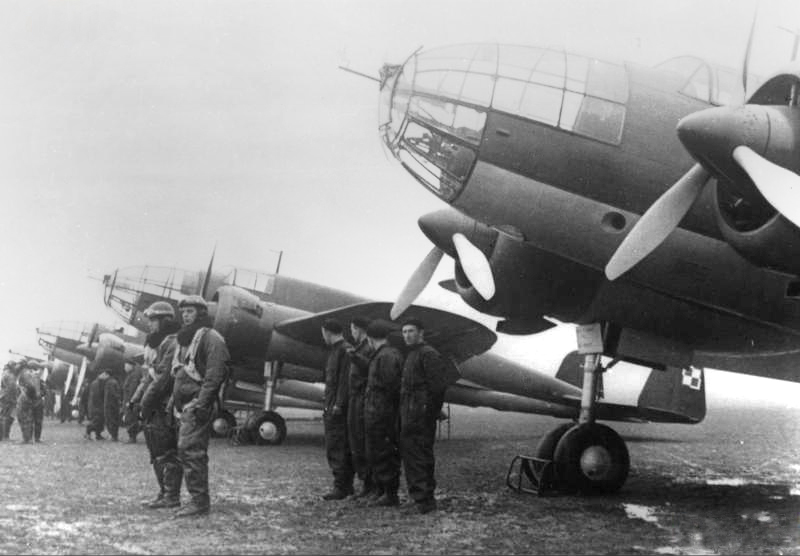
Bombarders mitjans polonesos PZL.37 Łoś amb tripulacions

En general, els alemanys gaudien de superioritat numèrica i qualitativa dels avions. Polònia tenia només uns 600 avions, dels quals només els bombarders pesats PZL.37 Łoś eren moderns i comparables als seus homòlegs alemanys. La Força Aèria Polonesa tenia aproximadament 185 PZL P.11 i uns 95 caces PZL P.7, 175 PZL.23 Karaś Bs, 35 Karaś com a bombarders lleugers. No obstant això, per a la campanya de setembre, no es van mobilitzar tots aquests avions. L'1 de setembre, de prop de 120 bombarders pesats produïts PZL.37, només es van desplegar 36 PZL.37, la resta es trobaven principalment en unitats d'entrenament. Tots aquells avions eren de disseny autòcton polonès, amb els bombarders més moderns que els caces, segons el Pla d'expansió de la força aèria de Ludomił Rayski, que es basava en una forta força de bombarders. La Força Aèria Polonesa estava formada per una "Brigada de Bombers", una "Brigada de Persecució" i avions assignats als diferents exèrcits terrestres. Els combatents polonesos eren més grans que els seus homòlegs alemanys; el combat PZL P.11, produït a principis de la dècada de 1930, tenia una velocitat màxima de només 365 km/h, molt menys que els bombarders alemanys. Per compensar, els pilots confiaven en la seva maniobrabilitat i la seva alta velocitat de picat. Les decisions de la Força Aèria Polonesa de reforçar els seus recursos van arribar massa tard, principalment a causa de les limitacions pressupostàries. Com a ordre d'última hora l'estiu de 1939, Polònia va comprar 160 caces francesos Morane-Saulnier M.S.406 i 111 avions anglesos (100 bombarders lleugers) Fairey Battle, 10 Hurricanes i 1 Supermarine Spitfire; la venda de 150 Spitfires demanada pel govern polonès va ser rebutjada pel Ministeri de l'Aire). Malgrat que alguns avions havien estat enviats a Polònia (el primer transport d'avions comprats al vaixell "Lassel" va navegar des de Liverpool el 28 d'agost),cap d'ells participaria en combat. A finals de 1938, la Força Aèria Polonesa també va ordenar 300 bombarders lleugers PZL.46 Sum, però a causa d'un retard en iniciar la producció en massa, cap d'ells es va lliurar abans de l'1 de setembre. Quan a la primavera de 1939 va resultar que hi havia problemes amb la implementació del nou caça PZL.50 Jastrząb, es va decidir implementar temporalment la producció del combat PZL P 11.G Kobuz. No obstant això, a causa de l'esclat de la guerra, cap dels 90 avions d'aquest tipus ordenats va ser lliurat a l'exèrcit.

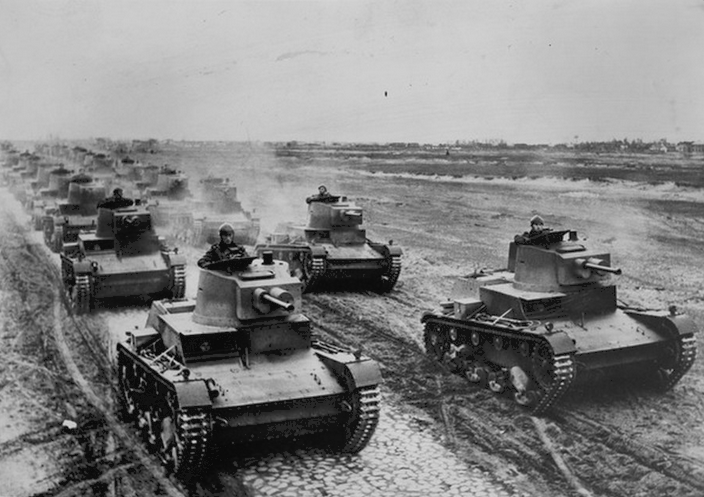
Tancs lleugers polonesos de 7TP en formació durant les maniobres

La força de tancs estava formada per dues brigades blindades, quatre batallons de tancs independents i una trentena de companyies de tanquetes TKS adscrites a divisions d'infanteria i brigades de cavalleria. Un tanc estàndard de l'exèrcit polonès durant la invasió de 1939 era el tanc lleuger 7TP. Va ser el primer tanc del món equipat amb motor dièsel i periscopi Gundlach de 360°. El 7TP estava significativament millor armat que els seus oponents més habituals, els Panzer I i II alemanys, però només es van produir 140 tancs entre 1935 i l'esclat de la guerra. Polònia també tenia alguns dissenys importats relativament moderns, com el 50 tancs Renault R35 i 38 Vickers I.
La Marina polonesa era una petita flota de destructors, submarins i vaixells de suport més petits. La majoria d'unitats de superfície poloneses van seguir l'Operació Pequín, abandonant els ports polonesos el 20 d'agost i escapant pel mar del Nord per unir-se a la Marina Reial britànica. Les forces submarines van participar en l'operació Worek, amb l'objectiu de comprometre i danyar el transport marítim alemany al mar Bàltic, però van tenir molt menys èxit. A més, molts vaixells de la marina mercant es van unir a la flota mercant britànica i van participar en combois de guerra.

## La Campanya

### El pla alemany

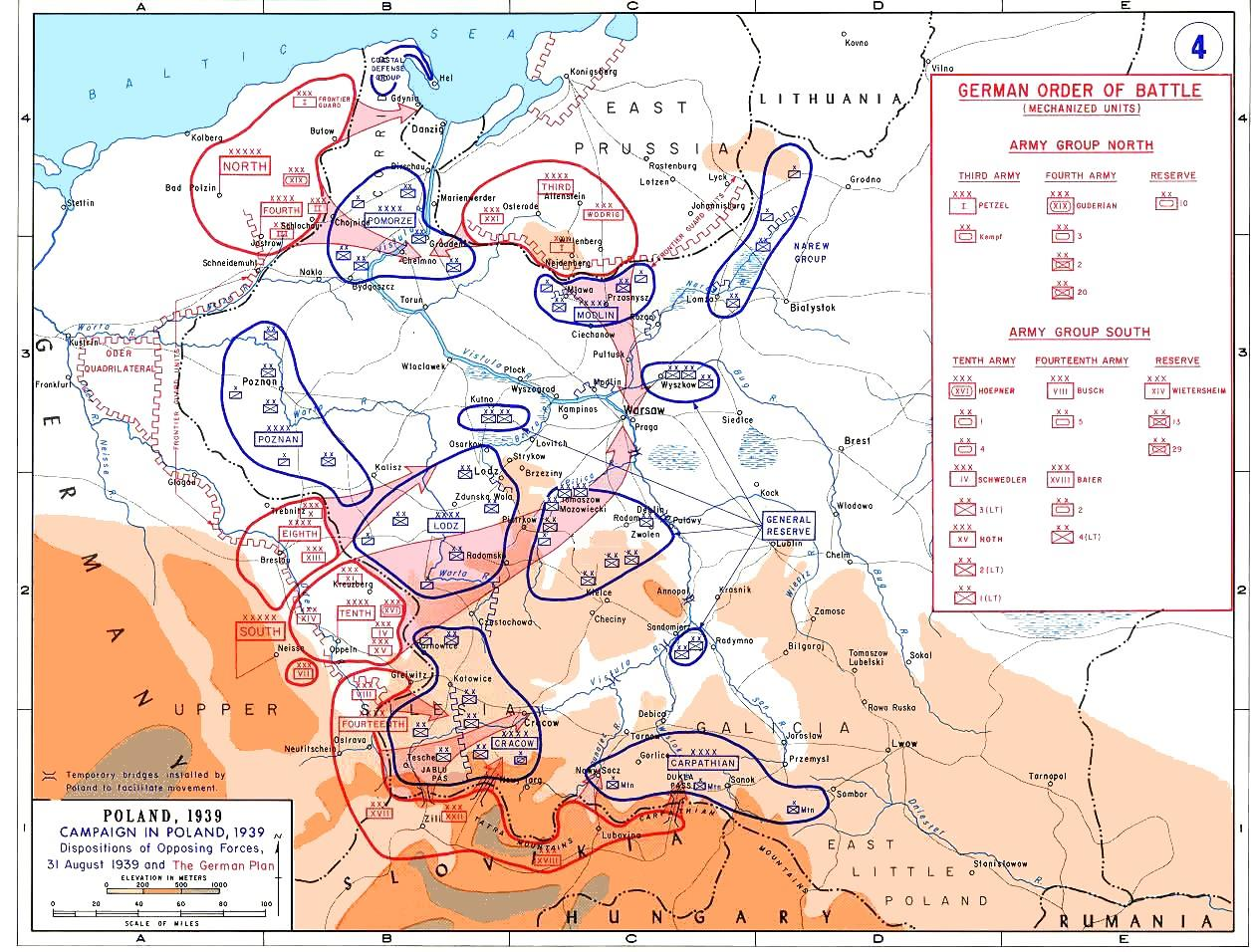
Disposicions de les forces oposades el 31 d'agost de 1939, amb l'ordre de batalla alemany superposat en rosa.

La campanya de setembre va ser ideada pel general Franz Halder, el cap de l'estat major, i dirigida pel general Walther von Brauchitsch, el comandant en cap de la propera campanya. Va exigir l'inici de les hostilitats abans d'una declaració de guerra, i va perseguir una doctrina sobre l'encerclament massiu i la destrucció de les forces enemigues. La infanteria, lluny de ser completament mecanitzada, però dotada d'artilleria i suport logístic en moviment, havia de ser recolzada per Panzers i un petit nombre d'infanteria muntada en camió (els regiments Schützen, precursors dels panzergrenadiers) per ajudar el ràpid moviment de tropes i concentrar-se en parts localitzades del front enemic, eventualment aïllant segments de l'enemic, envoltant-los i destruint-los. La "idea blindada" de la preguerra, que un periodista nord-americà el 1939 va batejar com Blitzkrieg, que va ser defensada per alguns generals, inclòs Heinz Guderian, hauria tingut els blindats perforant forats al front de l'enemic i que anava fins a les zones posteriors, però la campanya a Polònia es combatria en línies més tradicionals. Això va sorgir del conservadorisme per part de l'Alt Comandament alemany, que va restringir principalment el paper dels blindats i les forces mecanitzades a donar suport a les divisions d'infanteria convencionals.
El terreny de Polònia era molt adequat per a operacions mòbils quan el temps cooperava; el país tenia planes planures, amb fronteres llargues que sumaven gairebé 5.600 km, la llarga frontera de Polònia amb Alemanya a l'oest i al nord, orientada a Prússia oriental, s'estenia per 2.000 km. S'havien allargat 300 km més a la banda sud després de l'acord de Múnic de 1938. La incorporació alemanya de Bohèmia i Moràvia i la creació de l'estat titella alemany d'Eslovàquia van significar que el flanc sud de Polònia també quedés al descobert.
Hitler va exigir que Polònia fos conquistada en sis setmanes, però els planificadors alemanys van pensar que caldrien tres mesos. Tenien la intenció d'explotar plenament la seva llarga frontera amb la gran maniobra envoltant de Fall Weiss. Les unitats alemanyes havien d'envair Polònia des de tres direccions:
- Un atac principal sobre la frontera occidental polonesa, que havia de ser realitzat pel Grup d'Exèrcits Sud, comandat pel coronel general Gerd von Rundstedt, atacant des de la Silèsia alemanya i des de la frontera entre Moràvia i Eslovàquia. El 8. Armee del general Johannes Blaskowitz havia de dirigir-se cap a l'est contra Łódź. El 14. Armee del general Wilhelm List havia de seguir cap a Cracòvia i girar el flanc dels Carpats polonesos. El 10. Armee del general Walter von Reichenau, al centre amb els blindats del Grup d'Exèrcits Sud, havia de donar el cop decisiu amb una empenta cap al nord-est al cor de Polònia.
- Una segona via d'atac des del nord de Prússia. El coronel general Fedor von Bock comandava el Grup d'Exèrcits Nord, que comprenia el 3r. Armee del general Georg von Küchler, que atacaria cap al sud des de Prússia Oriental, i el 4. Armee del general Günther von Kluge, que atacaria cap a l'est a través de la base del Passadís polonès.
- Un atac terciari per part de les unitats eslovaques aliades del Grup d'Exèrcits del Sud procedents d'Eslovàquia.
- Des de Polònia, la minoria alemanya ajudaria participant en operacions de desviament i sabotatge de les unitats Volksdeutscher Selbstschutz que havien estat preparades abans de la guerra.[68]

Els tres assalts havien de convergir a Varsòvia i el principal exèrcit polonès havia de ser encerclat i destruït a l'oest del Vístula. Fall Weiss es va iniciar l'1 de setembre de 1939 i va ser la primera operació de la Segona Guerra Mundial a Europa.

### El pla defensiu polonès

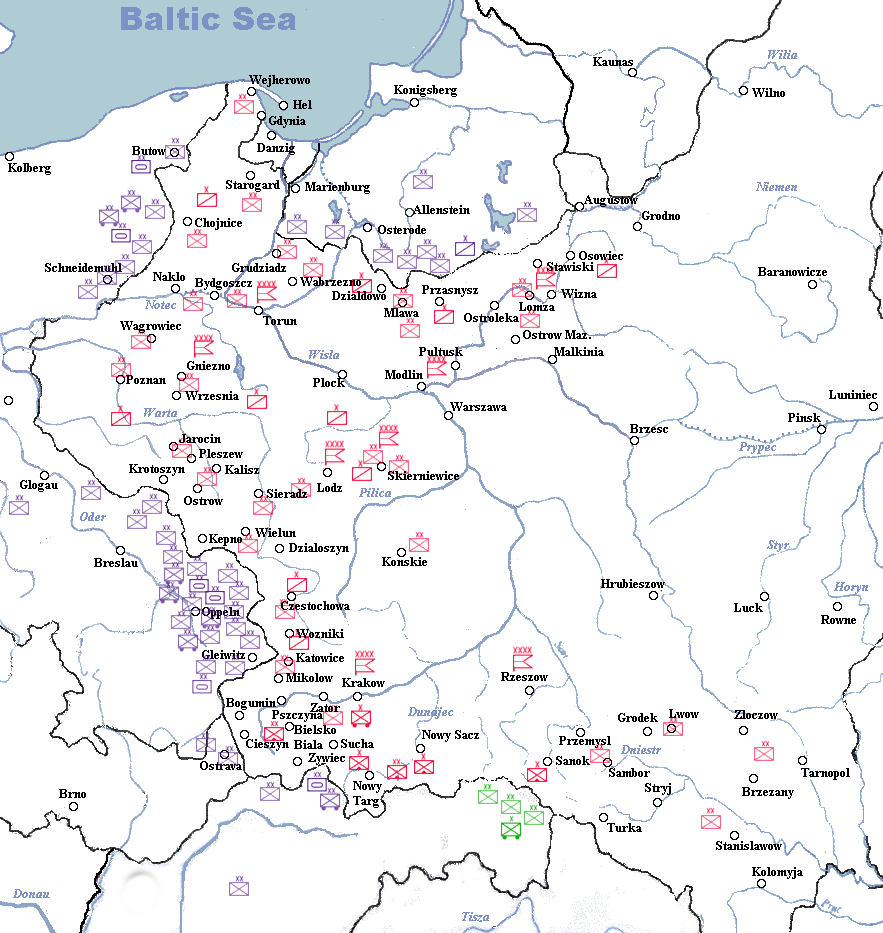
Desplegament de les divisions alemanyes, poloneses i eslovaques immediatament abans de la invasió alemanya.

La determinació polonesa de desplegar forces directament a la frontera germano-polonesa, impulsada pel Pacte de Defensa Comú Polonès-Britànic, va donar forma al pla de defensa del país, "Pla Oest". Els recursos naturals, la indústria i la població més valuosos de Polònia es trobaven al llarg de la frontera occidental a la Silèsia nord-oriental. La política polonesa es va centrar en la seva protecció, sobretot perquè molts polítics temien que si Polònia es retirés de les regions disputades per Alemanya, Gran Bretanya i França signarien un tractat de pau separat amb Alemanya com l'Acord de Múnic de 1938 i permetria a Alemanya romandre en aquestes regions. El fet que cap dels aliats de Polònia hagués garantit específicament les fronteres poloneses o la integritat territorial era una altra preocupació polonesa. Aquests motius van fer que el govern polonès prescindís dels consells francesos per desplegar la major part de les seves forces darrere de barreres naturals, com els rius Vístula i San, tot i que alguns generals polonesos van donar suport a la idea que era una estratègia millor. El Pla Oest va permetre als exèrcits polonesos retirar-se a l'interior del país, però se suposava que era una retirada lenta darrere de posicions preparades destinades a donar temps a les forces armades per completar la seva mobilització i executar una contraofensiva general amb el suport dels aliats occidentals.
En cas de no defensar la major part del territori, l'exèrcit es retiraria cap al sud-est del país, on el terreny accidentat, els rius Stryj i Dniestr, valls, turons i pantans proporcionarien línies naturals de defensa contra Avanç alemany i es podria crear el cap de pont romanès.

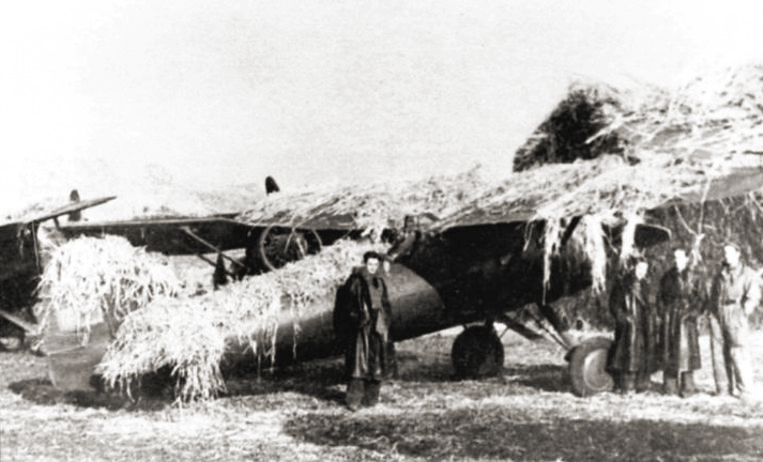
Un caça polonès camuflat P-11 a un camp d'aviació de combat

L'Estat Major polonès no havia començat a elaborar el pla de defensa "Oest" fins al 4 de març de 1939. Es va suposar que l'exèrcit polonès, lluitant només en la fase inicial de la guerra, hauria de defensar les regions occidentals del país. El pla d'operacions tenia en compte la superioritat numèrica i material de l'enemic i, també, assumia el caràcter defensiu de les operacions poloneses. Les intencions poloneses defensaven les regions occidentals que es consideraven indispensables per fer la guerra, aprofitant les condicions favorables per als contraatacs de les unitats de reserva i evitant que es destrossés abans del començament de les operacions franco-britàniques a Europa occidental. El pla d'operacions no s'havia elaborat amb detall i només es referia a la primera etapa d'operacions.
Els britànics i els francesos van estimar que Polònia seria capaç de defensar-se durant dos o tres mesos, i Polònia va estimar que ho podria fer almenys durant sis mesos. Mentre Polònia redactava les seves estimacions basant-se en l'expectativa que els aliats occidentals complirien les seves obligacions del tractat i començarien ràpidament una ofensiva pròpia, els francesos i els britànics esperaven que la guerra es convertís en una guerra de trinxeres, de la mateixa manera que la Primera Guerra Mundial. El govern polonès no va ser notificat de l'estratègia i va basar tots els seus plans de defensa en les promeses d'un atac de relleu ràpid per part dels aliats occidentals.
Les forces poloneses estaven estretament al llarg de la frontera polonès-alemanya i no tenien línies de defensa compactes i bones posicions de defensa en terrenys desavantatges. Aquesta estratègia també va deixar les línies de subministrament poc protegides. Un terç de les forces poloneses van ser massificades al corredor polonès o a prop seu, cosa que les va fer vulnerables a un doble embolcall procedent de Prússia oriental i occidental. Un altre terç es va concentrar a la part nord-central del país, entre les principals ciutats de Łódź i Varsòvia. El posicionament cap endavant de les forces poloneses va augmentar enormement la dificultat de dur a terme maniobres estratègiques, agreujades per una mobilitat inadequada, ja que les unitats poloneses sovint no tenien la capacitat de retirar-se de les seves posicions defensives, ja que estaven sent superades per formacions mecanitzades alemanyes més mòbils.

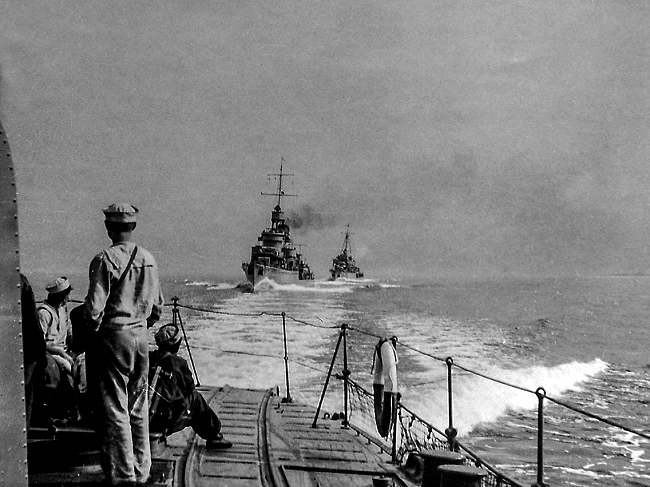
Pla Pequín: els destructors polonesos evacuen el mar Bàltic en ruta cap al Regne Unit.

A mesura que augmentava la perspectiva de conflicte, el govern britànic va pressionar el mariscal Edward Śmigły-Rydz per evacuar els elements més moderns de l'armada polonesa del mar Bàltic. En cas de guerra, els caps militars polonesos es van adonar que els vaixells que quedaven al Bàltic probablement serien enfonsats ràpidament pels alemanys. A més, atès que l'estret de Dinamarca es trobava dins del rang operatiu de la Kriegsmarine i la Luftwaffe alemanyes, hi havia poques possibilitats que un pla d'evacuació tingués èxit si es posava en marxa després de començar les hostilitats. Quatre dies després de la signatura del Pacte de Defensa Comú Polonès-Britànic, tres destructors de l'armada polonesa van executar el Pla de Pequín i van ser evacuats a Gran Bretanya.
Tot i que l'exèrcit polonès s'havia preparat per al conflicte, la població civil es mantenia en gran manera sense preparar-se. La propaganda polonesa de preguerra va emfatitzar que qualsevol invasió alemanya seria fàcilment rebutjada. Això va fer que les derrotes poloneses durant la invasió alemanya fossin un xoc per a la població civil. A falta d'entrenament per a aquest desastre, la població civil va entrar en pànic i es va retirar cap a l'est, estenent el caos, abaixant la moral de les tropes i dificultant molt el transport per carretera de les tropes poloneses. La propaganda també va tenir algunes conseqüències negatives per a les pròpies tropes poloneses, les comunicacions de les quals, interrompudes per les unitats mòbils alemanyes que operaven a la rereguarda i els civils que bloquejaven les carreteres, van ser llançades al caos encara més per estrambòtics informes de les estacions de ràdio i diaris polonesos, que sovint reportaven victòries imaginàries. i altres operacions militars. Això va provocar que algunes tropes poloneses estiguessin encerclades o es posicionessin contra probabilitats aclaparadores quan pensaven que realment contraatacaven o que aviat rebrien reforços d'altres zones victorioses.

### La invasió alemanya

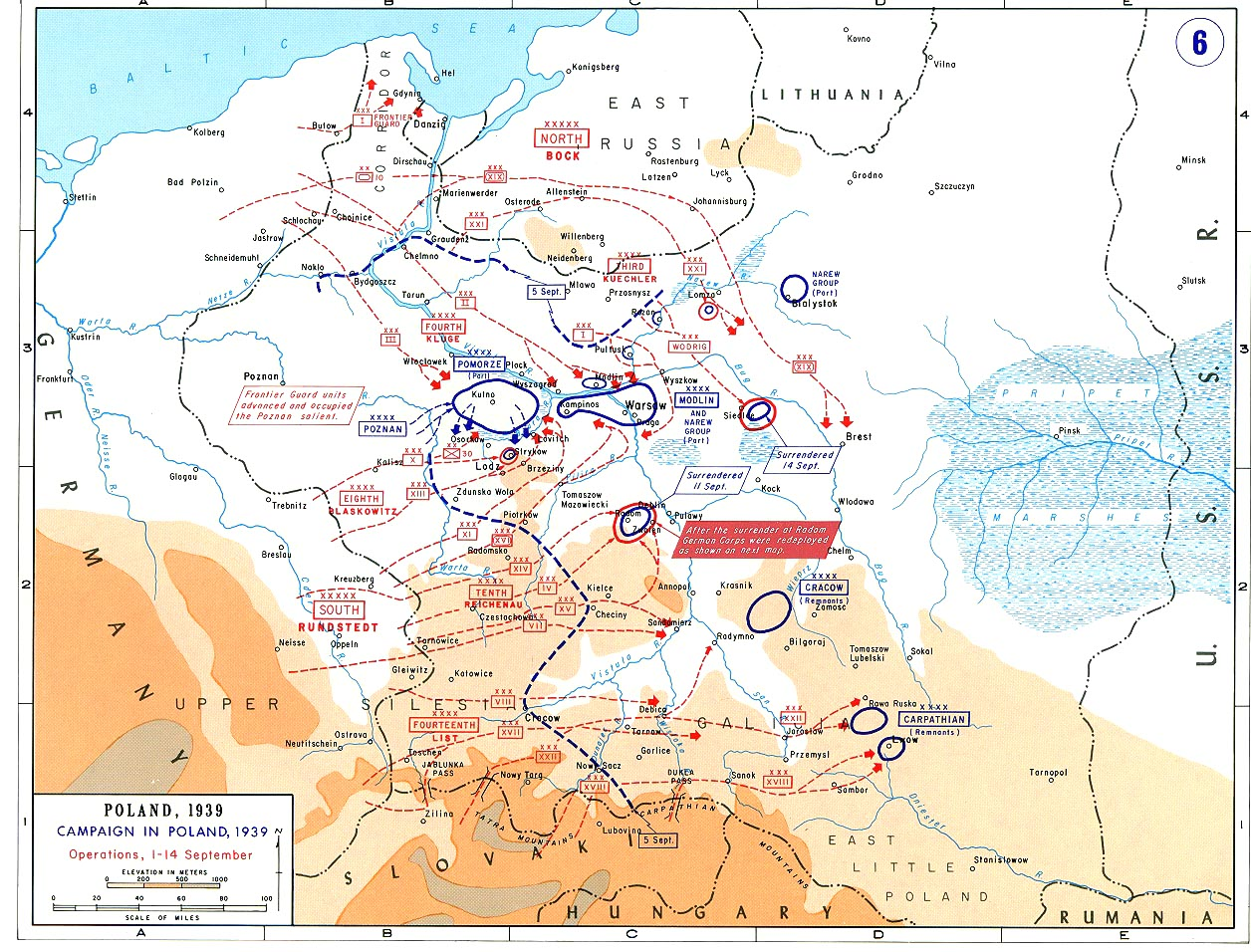
Mapa que mostra els avenços dels alemanys i la disposició de totes les tropes de l'1 al 14 de setembre.

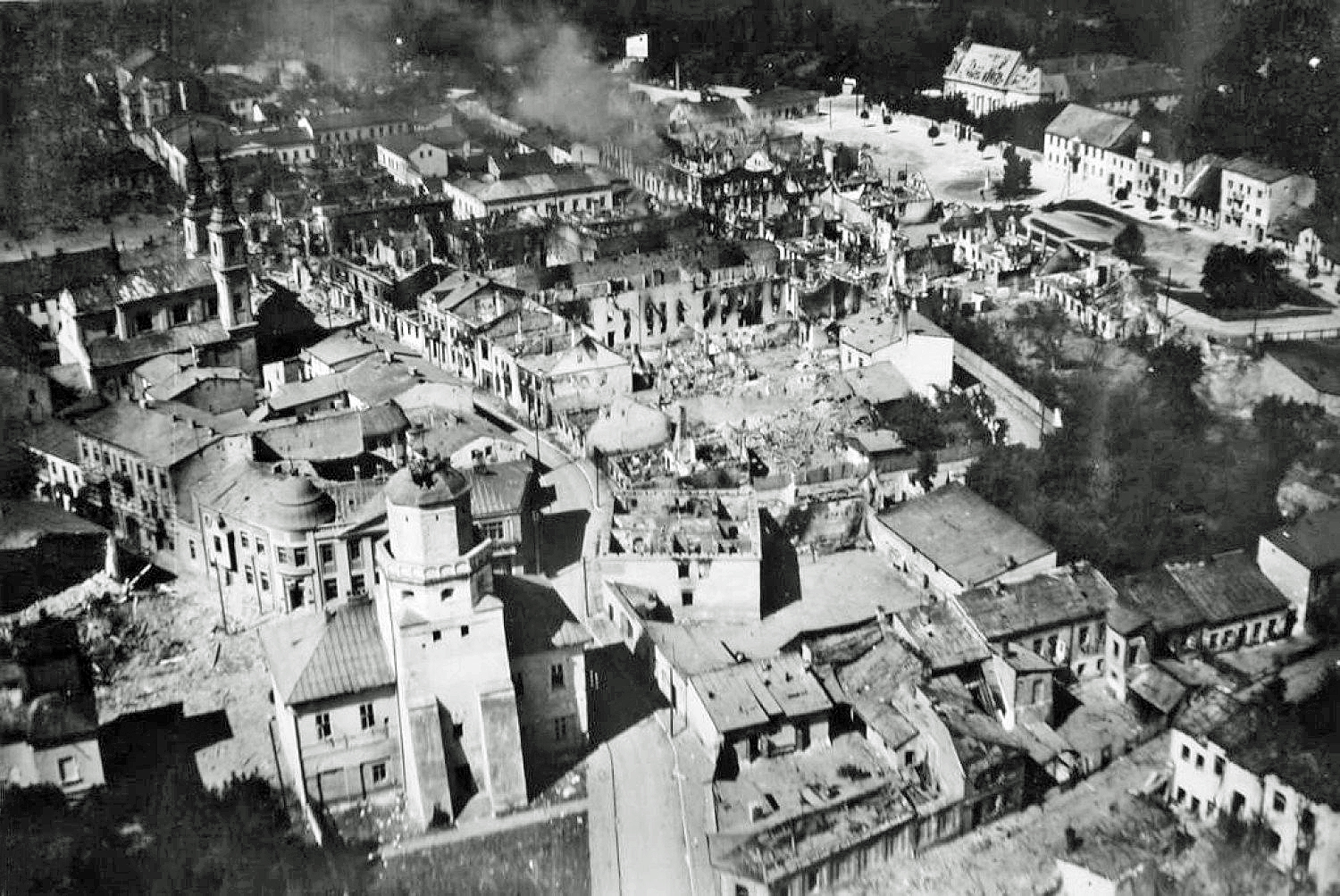
Wieluń va ser destruït pels bombardejos de la Luftwaffe.

Després de diversos incidents organitzats per Alemanya, com l'incident de Gleiwitz, que formava part de l'Operació Himmler, que la propaganda alemanya va utilitzar com a pretext per afirmar que les forces alemanyes actuaven en defensa pròpia, un dels primers actes de guerra va tenir lloc l'1 de setembre de 1939 A les 04:45, l'antic cuirassat alemany pre-dreadnought Schleswig-Holstein va obrir foc contra el dipòsit de trànsit militar polonès a Westerplatte, a la ciutat lliure de Danzig, al mar Bàltic. No obstant això, en molts llocs, les unitats alemanyes van travessar la frontera polonesa fins i tot abans d'aquest moment. Aleshores, la Luftwaffe va atacar diversos objectius militars i civils, inclòs  Wieluń, el primer bombardeig a gran escala de la ciutat. A les 08:00, les tropes alemanyes, encara sense emetre una declaració formal de guerra, van atacar prop del poble polonès de Mokra. La batalla de la frontera havia començat. Més tard aquell mateix dia, els alemanys van atacar les fronteres occidentals, meridionals i nord de Polònia, i els avions alemanys van iniciar incursions a les ciutats poloneses. L'eix principal d'atac conduïa cap a l'est des d'Alemanya a través de la frontera occidental polonesa. Els atacs de suport van venir de Prússia Oriental, al nord, i un atac terciari germano-eslovac conjunt per unitats (exèrcit de camp "Bernolák") de la República Eslovaca aliada alemanya, al sud. Els tres assalts van confluir a la capital polonesa, Varsòvia.

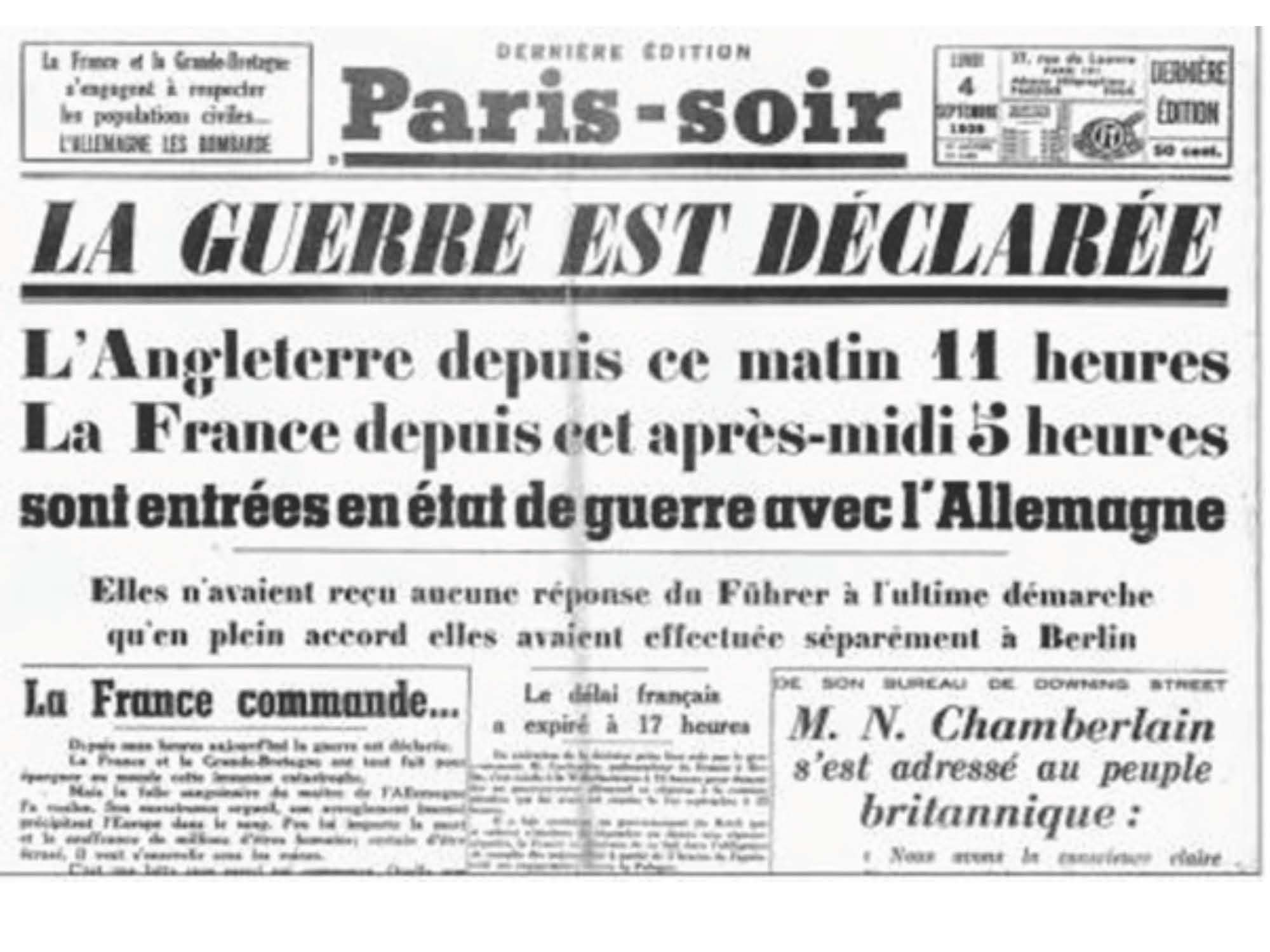
Portada del diari francès Paris-Soir, França declara la guerra a Alemanya, el 3 de setembre de 1939

França i Gran Bretanya van declarar la guerra a Alemanya el 3 de setembre, però no van proporcionar cap suport significatiu. La frontera germano-francesa va veure només algunes escaramusses menors i la majoria de les forces alemanyes, inclòs el 85% de les forces blindades, es van comprometre a Polònia. Malgrat alguns èxits polonesos en petites batalles frontereres, la superioritat tècnica, operativa i numèrica alemanya va obligar els exèrcits polonesos a retirar-se de les fronteres cap a Varsòvia i Lwów. La Luftwaffe va guanyar la superioritat aèria al començament de la campanya. En destruir les comunicacions, la Luftwaffe va augmentar el ritme de l'avanç que va sobrepassar les pistes d'aterratge poloneses i els llocs d'alerta primerenca, causant problemes logístics als polonesos. Moltes de les unitats de la força aèria polonesa es quedaven sense subministraments i 98 del seu nombre es retiraren a la neutral Romania. La força inicial polonesa de 400 es va reduir a 54 el 14 de setembre i l'oposició aèria pràcticament va cessar, amb les principals bases aèries poloneses destruïdes durant les primeres 48 hores de la guerra.

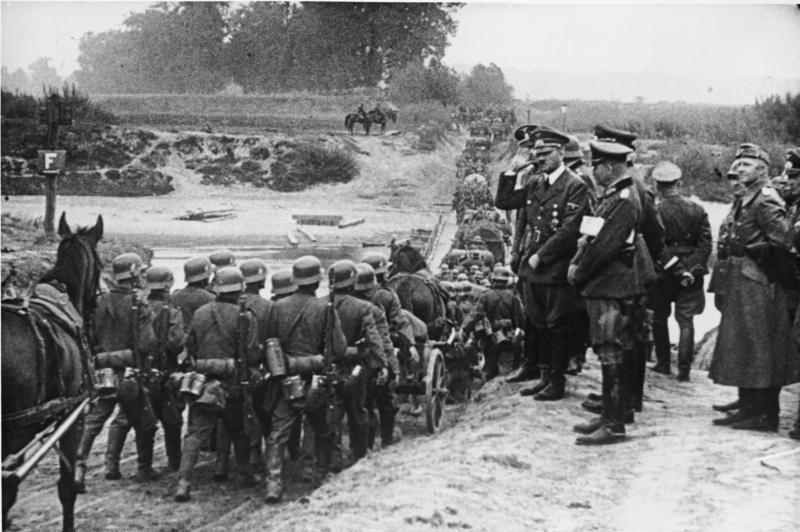
Hitler veient com els soldats alemanys marxen cap a Polònia el setembre de 1939.

Alemanya va atacar des de tres direccions a terra ferma. Günther von Kluge va dirigir 20 divisions que van entrar al corredor polonès i es van trobar amb una segona força que es dirigia a Varsòvia des de Prússia Oriental. Les 35 divisions de Gerd von Rundstedt van atacar el sud de Polònia. El 3 de setembre, quan von Kluge al nord havia arribat al riu Vístula, a uns 10 km de la frontera alemanya, i Georg von Küchler s'acostava al riu Narew, els blindats de Walther von Reichenau ja eren més enllà del riu Warta. Dos dies més tard, l'ala esquerra estava a la part posterior de Lodz i l'ala dreta a la ciutat de Kielce El 7 de setembre, els defensors de Varsòvia havien caigut de nou a una línia de 48 km paral·lela al riu Vístula, on es van reunir contra les embussades dels tancs alemanys. La línia defensiva discorria entre Płońsk i Pułtusk, respectivament al nord-oest i al nord-est de Varsòvia. L'ala dreta dels polonesos havia estat rebotada des de Ciechanów, a uns 40 km al nord-oest de Pułtusk, i girava a Płońsk. En un moment donat, els polonesos van ser expulsats de Pułtusk i els alemanys van amenaçar amb girar el flanc polonès i van empènyer cap al Vístula i Varsòvia. Pułtusk, però, va ser recuperat davant del foc marcit alemany. Molts tancs alemanys van ser capturats després que un atac alemany havia travessat la línia, però els defensors polonesos els van superar. El 8 de setembre, un dels cossos blindats de Reichenau, que havia avançat 225 km durant la primera setmana de campanya, va arribar als afores de Varsòvia. Les divisions lleugeres a la dreta de Reichenau es trobaven al Vístula entre Varsòvia i la ciutat de Sandomierz el 9 de setembre i List, al sud, es trobava al riu San al nord i al sud de la ciutat de Przemyśl. Al mateix temps, Guderian va dirigir els seus tancs del 3r exèrcit a través del Narew, atacant la línia del riu Bug que ja havia envoltat Varsòvia. Tots els exèrcits alemanys van avançar en el compliment de les seves parts del pla. Els exèrcits polonesos es van dividir en fragments no coordinats, alguns dels quals es retiraven mentre que altres llançaven atacs desarticulats a les columnes alemanyes més properes.

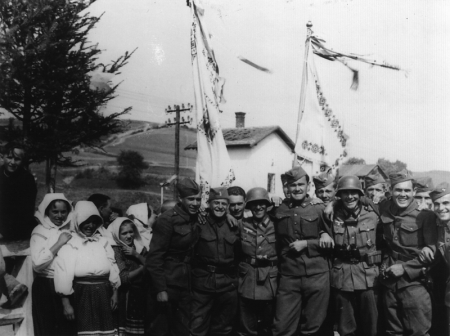
Alegres soldats alemanys i eslovacs posant amb un grup de Lemkos locals a Komańcza, setembre de 1939.

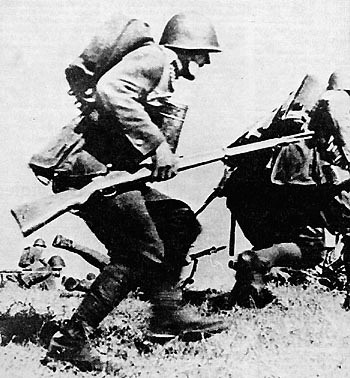
Infanteria polonesa atacant

Les forces poloneses van abandonar les regions de Pomerelia (el corredor polonès), la Gran Polònia i l'Alta Silèsia polonesa la primera setmana. El pla polonès de defensa de la frontera va ser un fracàs trist. L'avanç alemany, en conjunt, no es va alentir. El 10 de setembre, el comandant en cap polonès, el mariscal Edward Rydz-Śmigły, va ordenar una retirada general cap al sud-est, cap al cap de pont romanès. Mentrestant, els alemanys estrenyien el cercle de les forces poloneses a l'oest del Vístula (a la zona de Łódź i, encara més a l'oest, al voltant de Poznań) i penetrant profundament a l'est de Polònia. Varsòvia, que havia patit un fort bombardeig aeri des de les primeres hores de la guerra, va ser atacada el 9 de setembre i va ser assetjada el 13 de setembre. Aleshores, les forces alemanyes avançades també van arribar a Lwów, una de les principals ciutats de l'est de Polònia, i 1.150 avions alemanys van bombardejar Varsòvia el 24 de setembre.
El pla defensiu polonès exigia una estratègia d'encerclament. Permetria als alemanys avançar entre dos grups de l'exèrcit polonès a la línia entre Berlín i Varsòvia-Lodz, i l'Armia Prusy es mouria i rebutjaria la punta de llança alemanya, atrapant-la. Perquè això succeís, Armia Prusy necessitava la mobilització total abans del 3 de setembre. No obstant això, els planificadors militars polonesos no van poder preveure la velocitat de l'avanç alemany i van suposar que Armia Prusy hauria de mobilitzar-se completament el 16 de setembre.

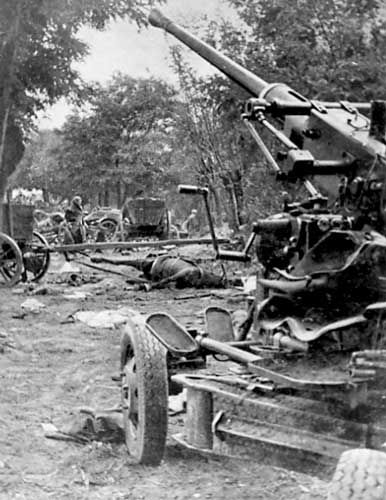
Columna de l'exèrcit polonès bombardejada durant la batalla de Bzura.

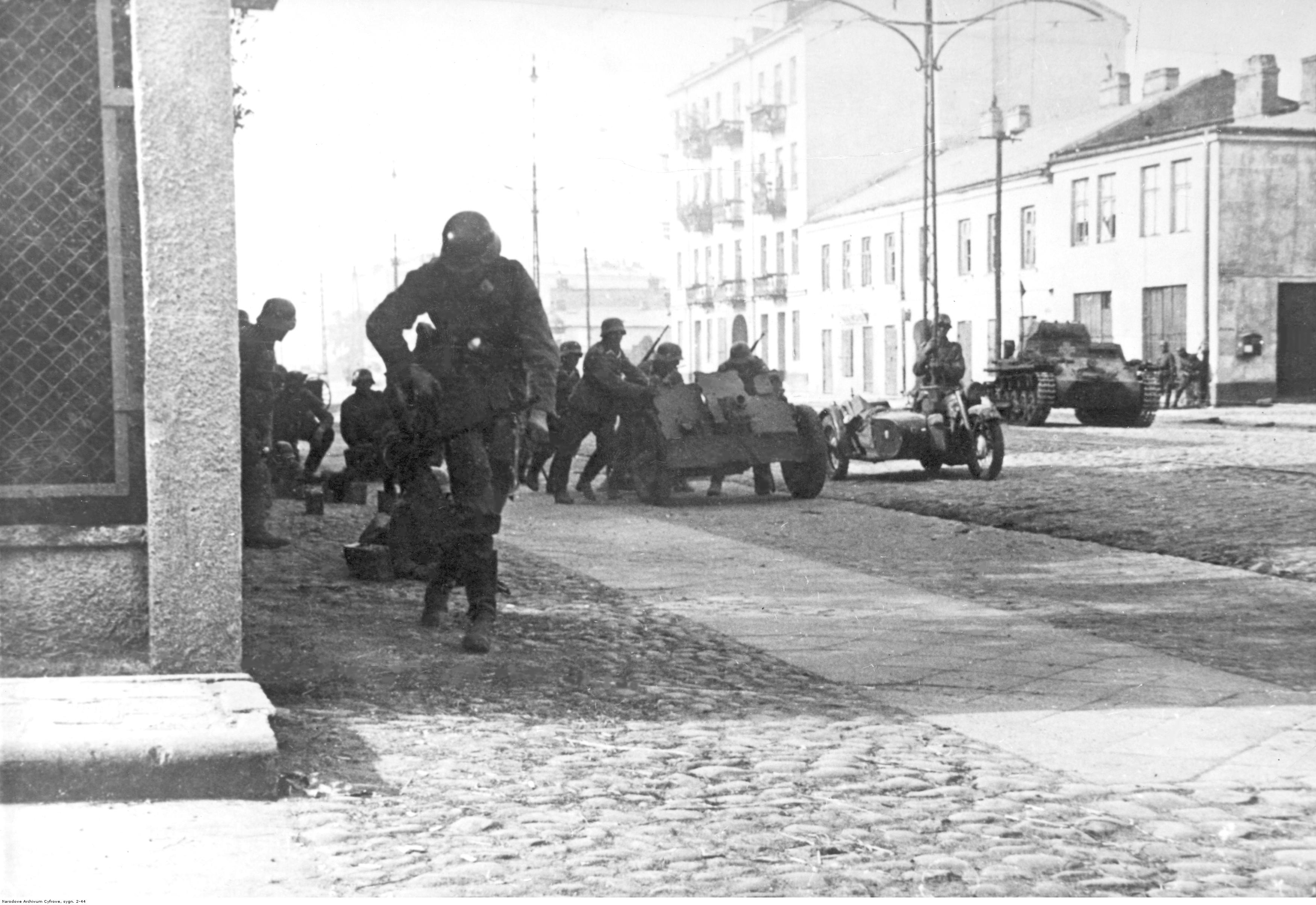
Tropes alemanyes durant els combats als carrers de Varsòvia.

La batalla més gran durant aquesta campanya, la batalla de Bzura, va tenir lloc prop del riu Bzura, a l'oest de Varsòvia, i va durar del 9 al 19 de setembre. Els exèrcits polonesos Poznań i Pomorze, retirant-se de la zona fronterera del corredor polonès, van atacar el flanc de l'avançat 8è exèrcit alemany, però el contraatac va fracassar malgrat l'èxit inicial. Després de la derrota, Polònia va perdre la seva capacitat per prendre la iniciativa i contraatacar a gran escala. La potència aèria alemanya va ser fonamental durant la batalla. L'ofensiva de la Luftwaffe va trencar el que quedava de la resistència polonesa en una "impressionant demostració de poder aeri". La Luftwaffe va destruir ràpidament els ponts que travessaven el riu Bzura. Llavors, les forces poloneses van quedar atrapades al descobert i van ser atacades per onada rere onada de Stukas, llançant bombes lleugeres de 50 kg, que van causar un gran nombre de baixes. Les bateries antiaèries poloneses es van quedar sense munició i es van retirar als boscos, però van ser eliminades pels Heinkel He 111 i Dornier Do 17 llançant bombes incendiàries de 100 kg. La Luftwaffe va deixar l'exèrcit amb la tasca de netejar els supervivents. Només els Stukageschwaders van llançar 388 tones (428 tones curtes) de bombes durant la batalla.
El 12 de setembre, tota Polònia a l'oest del Vístula havia estat conquistada, a excepció de l'aïllada Varsòvia. El govern polonès, dirigit pel president Ignacy Mościcki, i l'alt comandament, dirigit pel mariscal Edward Rydz-Śmigły, van deixar Varsòvia els primers dies de la campanya i es van dirigir al sud-est, arribant a Lublin el 6 de setembre. D'allà es va traslladar el 9 de setembre a Kremenez i, el 13 de setembre, a Zaleshiki, a la frontera amb Romania. Rydz-Śmigły va ordenar a les forces poloneses que es retiressin en la mateixa direcció, darrere del riu Vístula i San, començant els preparatius per a la defensa de la zona del cap de pont romanès.

### La invasió soviètica

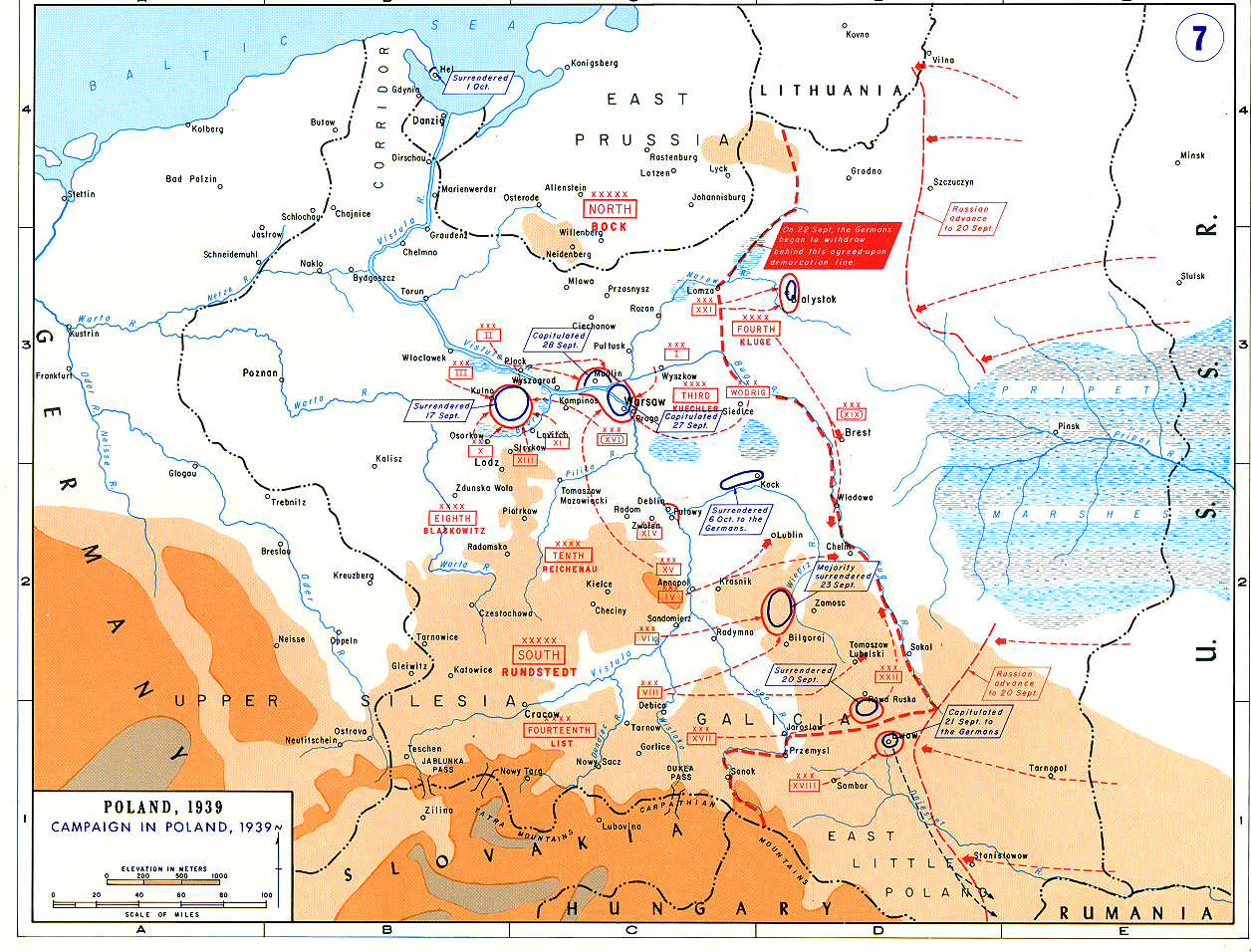
Disposició de totes les tropes després de la invasió soviètica.

Des del principi, el govern alemany va preguntar repetidament a Mólotov si la Unió Soviètica mantindria al seu costat la negociació de la partició. Les forces soviètiques es mantenien fermes al llarg dels seus punts d'invasió designats a l'espera de finalitzar la guerra no declarada de cinc mesos amb el Japó a l'Extrem Orient, final amb èxit del conflicte per a la Unió Soviètica, que va tenir lloc a les batalles de Khalkhin Gol. El 15 de setembre de 1939, Mólotov i Shigenori Tōgō van completar el seu acord per posar fi al conflicte i l'alto el foc de Nomonhan va entrar en vigor el 16 de setembre de 1939. Ara es va deixar lliure de qualsevol amenaça del "segon front" del primer ministre soviètic, Iosif Stalin va ordenar les seves forces a Polònia el 17 de setembre. It Es va acordar que els soviètics renunciarien al seu interès pels territoris entre la nova frontera i Varsòvia a canvi de la inclusió de Lituània a la "zona d'interès" soviètica.
El 17 de setembre, la defensa polonesa ja s'havia trencat i l'única esperança era retirar-se i reorganitzar-se al llarg del cap de pont romanès. Tanmateix, els plans van quedar obsolets gairebé d'un dia per l'altre quan l'Exèrcit Roig soviètic amb més de 800.000 efectius va entrar i va crear els fronts belarús i ucraïnès després d'haver envaït les regions orientals de Polònia, en violació del Tractat de pau de Riga, el tractat soviètico-polonès Pacte d'agressió i altres tractats internacionals, tant bilaterals com multilaterals multilateral. La diplomàcia soviètica havia mentit que "protegien les minories ucraïneses i els belarusses de l'est de Polònia des que el govern polonès havia abandonat el país i l'estat polonès va deixar d'existir".

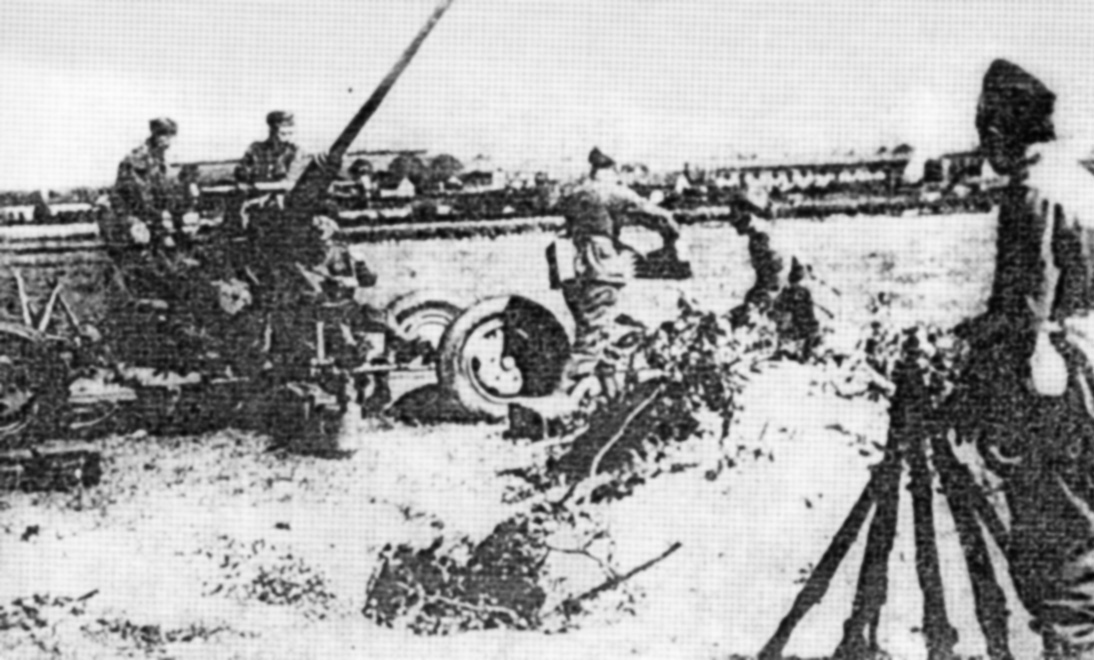
Artilleria antiaèria polonesa a Lwów, 1939

Les forces poloneses de defensa fronterera a l'est, conegudes com Korpus Ochrony Pogranicza, tenien uns 25 batallons. Rydz-Śmigły els va ordenar replegar-se i no comprometre els soviètics. Això, però, no va evitar alguns enfrontaments i petites batalles, com la batalla de Grodno, ja que els soldats i els locals van intentar defensar la ciutat. Els soviètics van executar nombrosos oficials polonesos, inclosos presoners de guerra com el general Józef Olszyna-Wilczyński. L'Organització dels nacionalistes ucraïnesos es va aixecar contra els polonesos i els partidaris comunistes van organitzar revoltes locals, robant i matant civils. Aquests moviments van ser ràpidament disciplinats per la NKVD. La invasió soviètica va ser un dels factors decisius que va convèncer el govern polonès que la guerra a Polònia s'havia perdut. Abans de l'atac soviètic des de l'est, el pla de l'exèrcit polonès havia demanat una defensa a llarg termini contra Alemanya al sud-est de Polònia i esperar un alleujament d'un atac dels aliats occidentals a la frontera occidental d'Alemanya. No obstant això, el govern polonès es va negar a rendir-se o negociar la pau amb Alemanya. En el seu lloc, va ordenar que totes les unitats evacuessin Polònia i es reorganitzessin a França.

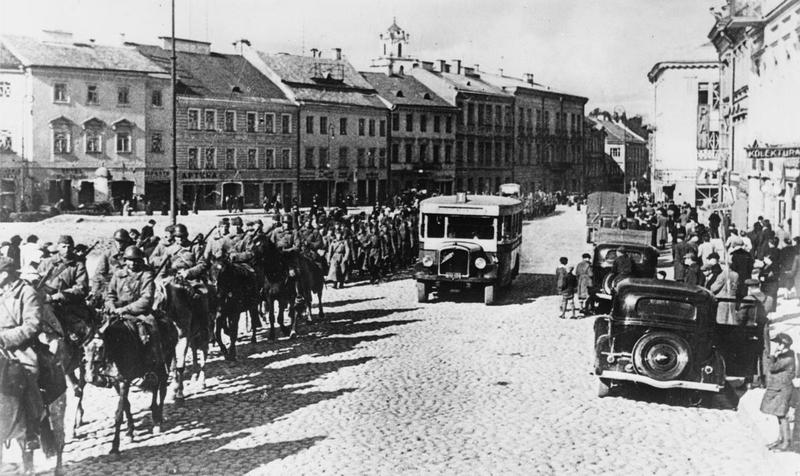
L'Exèrcit Roig entra a la capital provincial de Wilno durant la invasió soviètica, el 19 de setembre de 1939

Mentrestant, les forces poloneses van intentar avançar cap a la zona del cap de pont romanès, encara resistint activament la invasió alemanya. Del 17 al 20 de setembre, els exèrcits polonesos Cracòvia i Lublin van quedar paralitzats a la batalla de Tomaszów Lubelski, la segona batalla més gran de la campanya. Lwów va capitular el 22 de setembre a causa de la intervenció soviètica; la ciutat havia estat atacada pels alemanys més d'una setmana abans i, enmig del setge, les tropes alemanyes van lliurar operacions als seus aliats soviètics. Malgrat una sèrie d'intensos atacs alemanys, Varsòvia, defensada per unitats de retirada ràpidament reorganitzades, voluntaris civils i milícies, es va mantenir fins al 28 de setembre. La fortalesa de Modlin al nord de Varsòvia va capitular el 29 de setembre, després d'una intensa batalla de 16 dies. Algunes guarnicions poloneses aïllades van aconseguir mantenir les seves posicions molt després d'haver estat envoltades per les forces alemanyes. L'enclavament de la minúscula guarnició de Westerplatte va capitular el 7 de setembre i la guarnició d'Oksywie es va mantenir fins al 19 de setembre; la zona fortificada de Hel es va defensar fins al 2 d'octubre. L'última setmana de setembre, Hitler va fer un discurs a Danzig i va dir:
| «                                      | Mentrestant, Rússia es va sentir moguda, per la seva banda, per marxar a la protecció dels interessos del poble blanc rus i ucraïnès a Polònia. Ara ens adonem que a Anglaterra i França aquesta cooperació alemanya i russa es considera un crim terrible. Un anglès fins i tot va escriure que és pèrfid — bé, els anglesos haurien de saber-ho. Crec que Anglaterra creu que aquesta cooperació és pèrfida perquè va fracassar la cooperació de l'Anglaterra democràtica amb la Rússia bolxevic, mentre que l'intent d'Alemanya nacionalsocialista amb la Rússia soviètica va tenir èxit. Polònia no ressuscitarà mai en la forma del tractat de Versalles. Això no només està garantit per Alemanya, sinó també per Rússia. | » |
| — Adolf Hitler, 19 de setembre de 1939 | |   |

Tot i la victòria polonesa a la batalla de Szack (els soviètics van executar més tard tots els oficials i suboficials que havien capturat), l'Exèrcit Roig va arribar a la línia dels rius Narew, Bug, Vístula i San el 28 de setembre, reunint-se en molts casos amb les unitats alemanyes que avançaven des de l'altra direcció. Els defensors polonesos de la península de Hel a la riba del mar Bàltic van aguantar fins al 2 d'octubre. L'última unitat operativa de l'exèrcit polonès, el Samodzielna Grupa Operacyjna "Polesie" del general Franciszek Kleeberg, es va rendir després dels quatre dies de batalla de Kock, prop de Lublin el 6 d'octubre, marcant el final de la campanya de setembre.

### Morts civils
La campanya polonesa va ser la primera acció de Hitler en el seu intent de crear Lebensraum (espai vital) per als alemanys. La propaganda nazi va ser un dels factors darrere de la brutalitat alemanya dirigida a civils que havien treballat sense parar per convèncer els alemanys de creure que els jueus i els eslaus eren Untermenschen (subhumans)

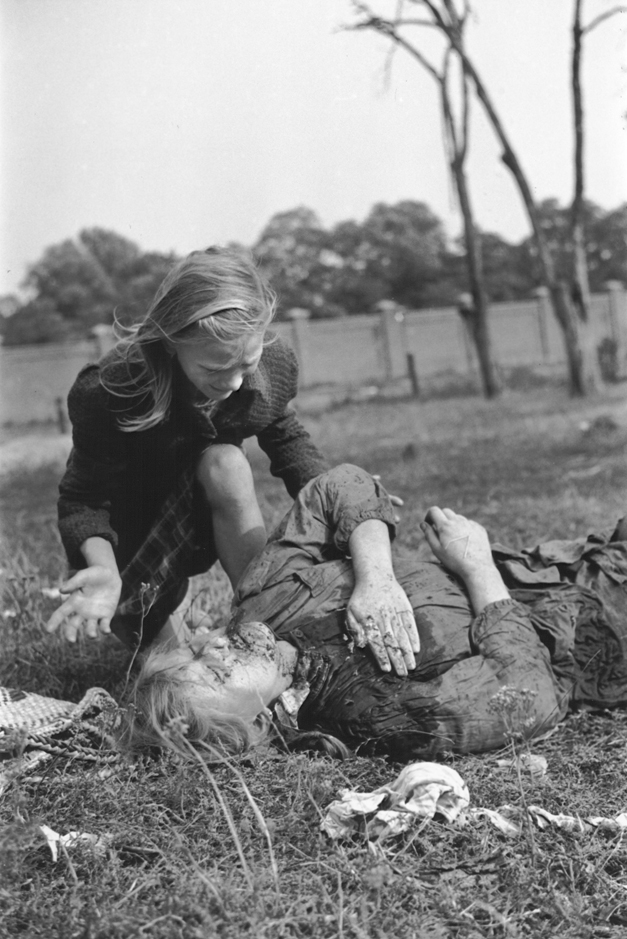
Una nena plora pel cos de la seva germana de 14 anys que va ser morta per la Luftwaffe

Des del primer dia d'invasió, la força aèria alemanya (la Luftwaffe) va atacar objectius civils i columnes de refugiats al llarg de les carreteres per aterroritzar el poble polonès, interrompre les comunicacions i atacar la moral polonesa. La Luftwaffe va matar de 6.000 a 7.000 civils polonesos durant el bombardeig de Varsòvia.
La invasió alemanya va veure atrocitats contra homes, dones i nens polonesos. Les forces alemanyes (tant les SS com la Wehrmacht) van assassinar desenes de milers de civils polonesos (com la Leibstandarte SS Adolf Hitler va ser notòria durant tota la campanya per cremar pobles i cometre atrocitats en nombroses ciutats poloneses, incloses les massacres en Błonie, Złoczew, Bolesławiec, Torzeniec, Goworowo, Mława i Włocławek).
Durant l'operació Tannenberg, una campanya de neteja ètnica organitzada per diversos elements del govern alemany, desenes de milers de civils polonesos van ser afusellats a 760 llocs d'execució massiva pels Einsatzgruppen.
En total, les pèrdues civils de la població polonesa van ascendir a uns 150.000 a 200.000. Durant la invasió també van morir aproximadament 1.250 civils alemanys (a més, 2.000 van morir lluitant contra les tropes poloneses com a membres de forces de la milícia alemanya ètnica com el Volksdeutscher Selbstschutz, que era una cinquena columna durant la invasió.)

## Seqüeles

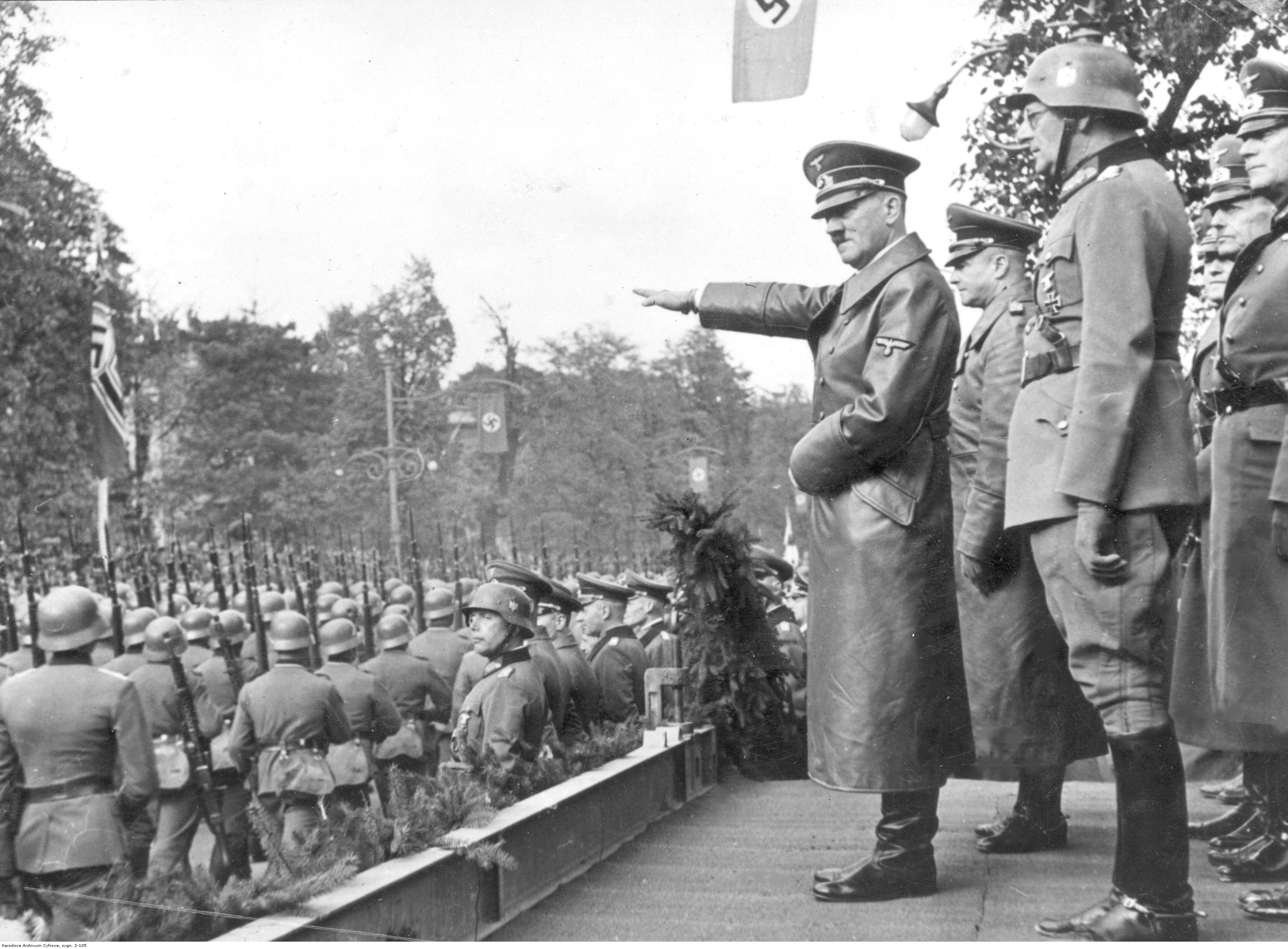
Hitler assisteix a una desfilada de la victòria de la Wehrmacht a Varsòvia el 5 d'octubre de 1939

John Gunther va escriure el desembre de 1939 que "la campanya alemanya va ser una obra mestra. No s'ha vist res semblant a la història militar". El país estava dividit entre Alemanya i la Unió Soviètica. Eslovàquia va recuperar els territoris presos per Polònia a la tardor de 1938. Lituània va rebre la ciutat de Vílnius i els seus voltants el 28 d'octubre de 1939 de la Unió Soviètica. Els dies 8 i 13 de setembre de 1939, el districte militar alemany de la zona de Posen, comandat pel general Alfred von Vollard-Bockelberg, i la Prússia Occidental, comandada pel general Walter Heitz, es van establir a la conquerides Gran Polònia i Pomerelia, respectivament. Basant-se en les lleis del 21 de maig de 1935 i de l'1 de juny de 1938, els militars alemanys van delegar poders administratius civils als caps de l'Administració civil (CdZ). Hitler va designar Arthur Greiser per convertir-se en el CdZ del districte militar de Posen, i el Gauleiter de Danzig, Albert Forster, per convertir-se en el CdZ del districte militar de Prússia Occidental. El 3 d'octubre de 1939, els districtes militars centrats i anomenats "Lodz" i "Krakau" es van crear sota el comandament dels generals Gerd von Rundstedt i Wilhelm List, i Hitler van nomenar Hans Frank i Arthur Seyß-Inquart com a caps civils, respectivament. Així, la totalitat de Polònia ocupada es va dividir en quatre districtes militars (Prússia Occidental, Posen, Lodz i Krakau). Frank va ser nomenat al mateix temps "administrador cap suprem" per a tots els territoris ocupats. El 28 de setembre, un altre protocol secret germano-soviètic va modificar els acords d'agost: tota Lituània es va traslladar a l'esfera d'influència soviètica; a canvi, la línia divisòria a Polònia es va traslladar a favor d'Alemanya, cap a l'est cap al riu Bug. El 8 d'octubre, Alemanya va annexionar formalment les parts occidentals de Polònia amb Greiser i Forster com a Reichsstatthalter, mentre que les parts del centre-sud eren administrades com a govern general dirigit per Frank.

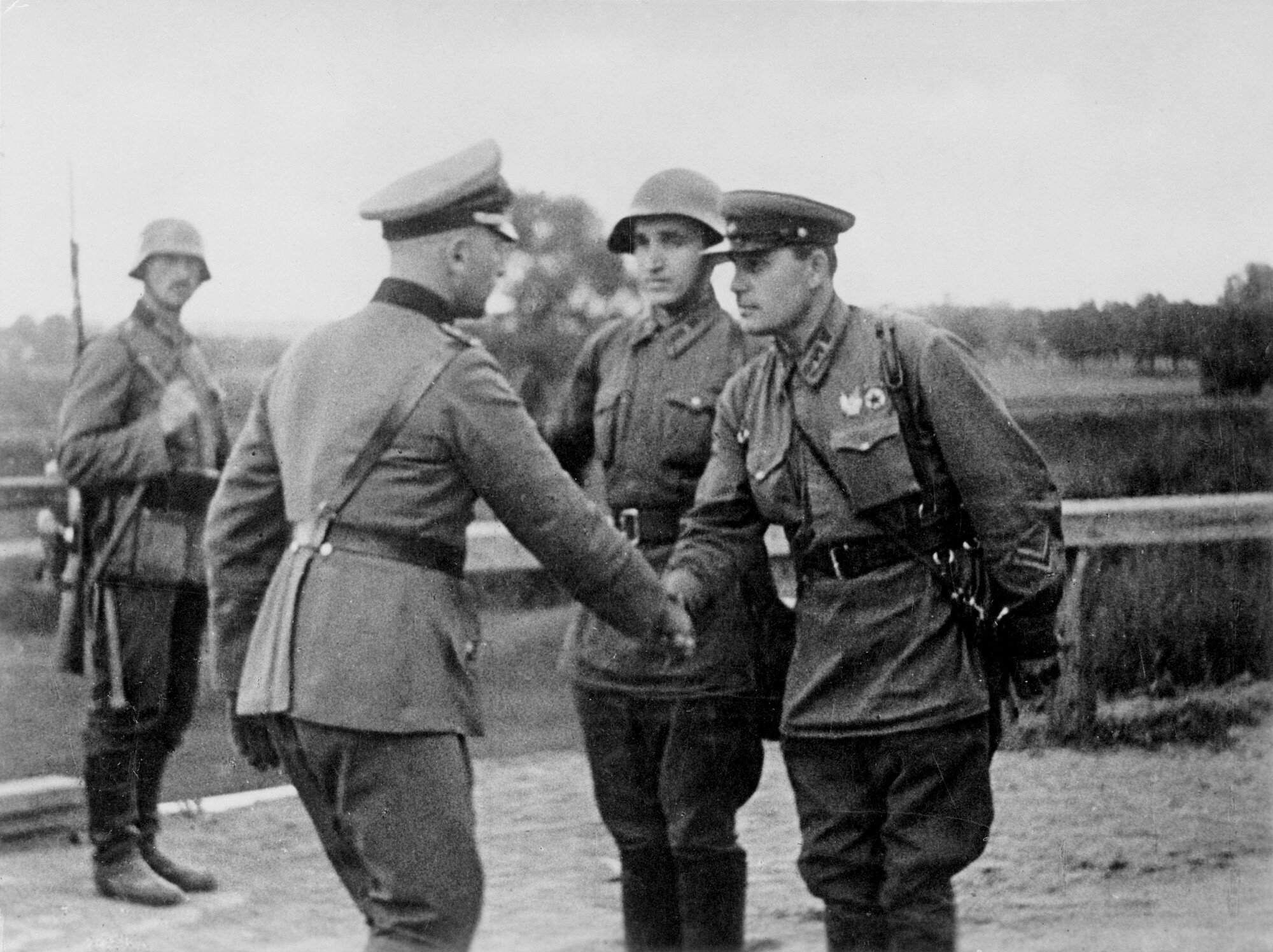
Tropes alemanyes i soviètiques es donen la mà després de la invasió.

Tot i que les barreres hidràuliques separaven la majoria d'esferes d'interès, les tropes soviètiques i alemanyes es van reunir en nombroses ocasions. L'esdeveniment més notable d'aquest tipus es va produir a Brest-Litovsk el 22 de setembre. El 19è Cos Panzer —comandat pel general Heinz Guderian— havia ocupat la ciutat, que estava dins l'esfera d'interès soviètica. Quan es va acostar la 29a Brigada de Tancs soviètica (comandada per Semió Krivoxein), els comandants van acordar que les tropes alemanyes es retiressin i les tropes soviètiques entressin a la ciutat, saludant-se mútuament. A Brest-Litovsk, comandants soviètics i alemanys van celebrar una desfilada conjunta de la victòria abans que les forces alemanyes es retiressin cap a l'oest darrere d'una nova línia de demarcació. Només tres dies abans, però, les parts van tenir una trobada més hostil a prop de Lwów (Lviv, Lemberg), quan el 137è Gebirgsjägerregimenter alemany va atacar un destacament de reconeixement de la 24a Brigada de Tancs soviètica; després d'unes quantes baixes per ambdues parts, les parts van recórrer a les negociacions. Les tropes alemanyes van abandonar la zona i les tropes de l'Exèrcit Roig van entrar a Lwów el 22 de setembre.
El pacte Molotov-Ribbentrop i la invasió de Polònia van marcar l'inici d'un període durant el qual el govern de la Unió Soviètica va intentar convèncer-se cada cop més que les accions d'Alemanya eren raonables i que no eren preocupacions per preocupar-se, malgrat les proves al contrari. El 7 de setembre de 1939, pocs dies després que França i Gran Bretanya es van unir a la guerra contra Alemanya, Stalin va explicar a un company que la guerra era en avantatge de la Unió Soviètica, de la següent manera:
| « | Hi ha una guerra entre dos grups de països capitalistes ... per la redivisió del món, per la dominació del món! No veiem res de dolent en lluitar i debilitar-se mútuament ... Hitler, sense comprendre-ho ni desitjar-lo, sacseja i soscava el sistema capitalista ... Podem maniobrar, enfrontar-nos amb un costat i l'altre per establir-los lluitant entre ells el més ferotge possible ... L'aniquilació de Polònia suposaria un estat feixista burgès menys a qui lluitar! Quin seria el mal si, com a resultat de la derrota de Polònia, estenguéssim el sistema socialista a nous territoris i poblacions? | » |

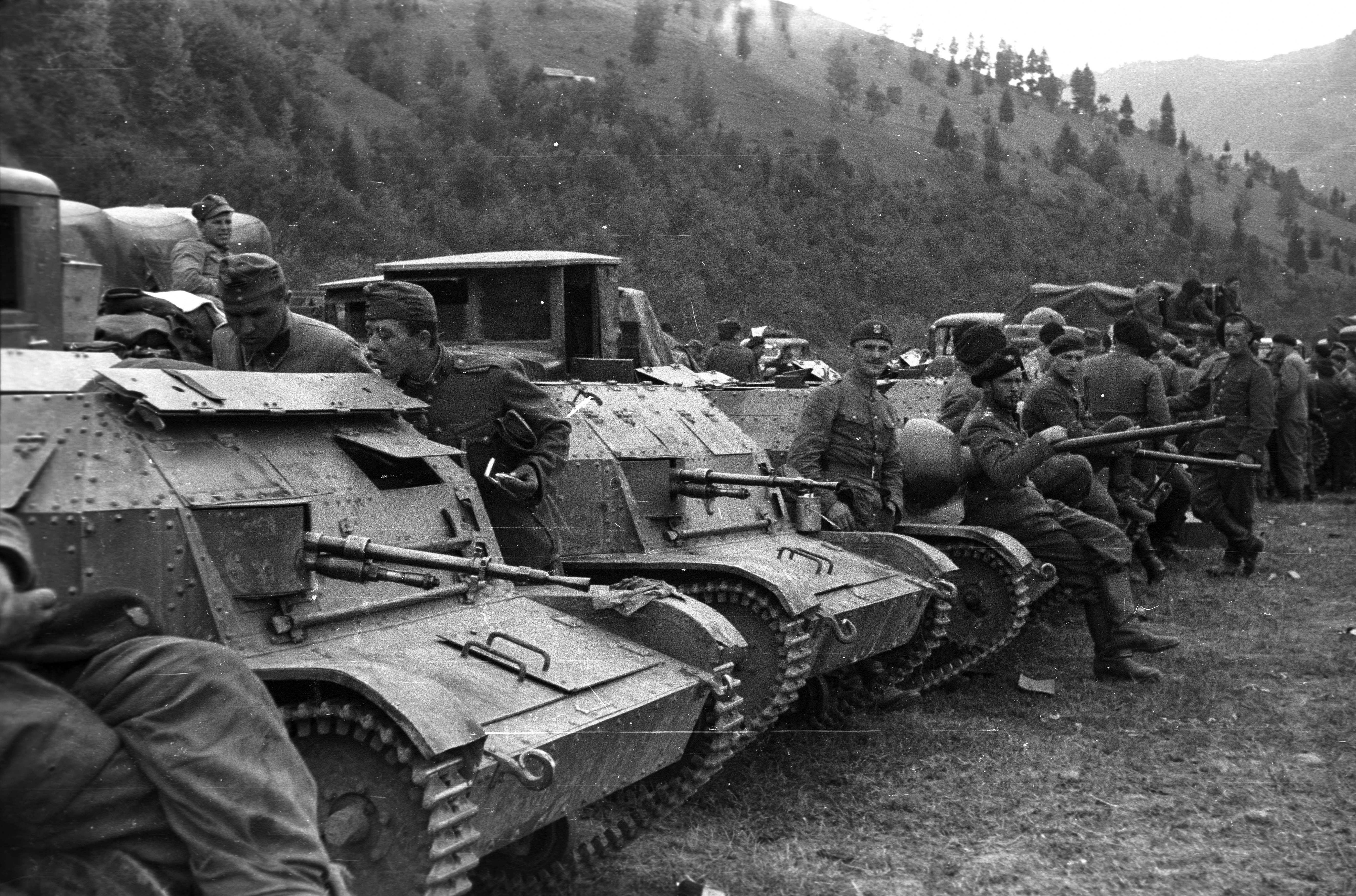
Les tropes poloneses es van retirar a Hongria el setembre de 1939

Al voltant de 65.000 soldats polonesos van morir en els combats, amb 420.000 més capturats pels alemanys i 240.000 més pels soviètics (fent un total de 660.000 presoners). Fins a 120.000 soldats polonesos van escapar a Romania neutral (a través del cap de pont romanès i Hongria), i altres 20.000 a Letònia i Lituània, la majoria dels quals finalment es dirigien a França o Gran Bretanya. La major part de l'armada polonesa va aconseguir evacuar també a Gran Bretanya. Les pèrdues de personal alemany van ser inferiors als dels seus enemics (aproximadament 16.000 morts).

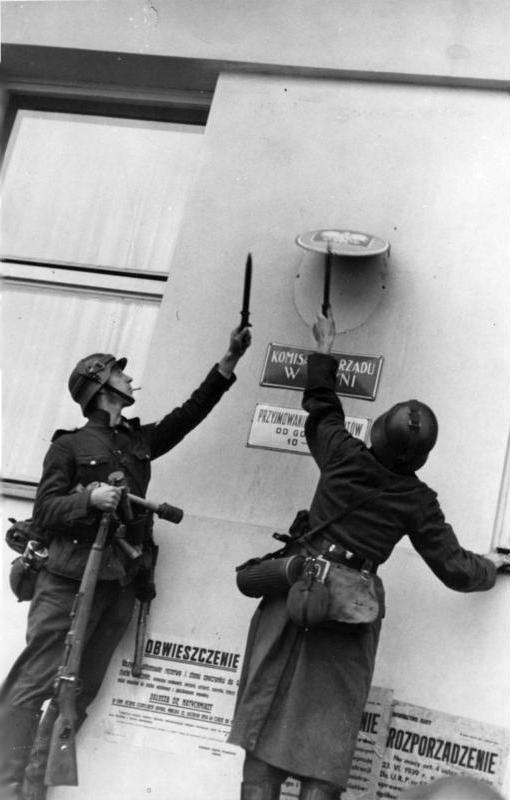
Soldats alemanys traient insígnies del govern polonès d'una paret.

Cap de les parts en conflicte —Alemanya, els aliats occidentals o la Unió Soviètica— no esperava que la invasió alemanya de Polònia conduís a una guerra que superaria la Primera Guerra Mundial en la seva escala i cost. Passarien mesos abans que Hitler veiés la inutilitat dels seus intents de negociació de pau amb el Regne Unit i França, però la culminació de conflictes europeus i pacífics combinats donaria lloc a la que va ser realment una "guerra mundial". Així, allò que la majoria de polítics i generals no van veure el 1939 és clar des de la perspectiva històrica: la campanya polonesa de setembre va marcar l'inici d'una guerra paneuropea, que es va combinar amb la invasió japonesa de la Xina el 1937 i la guerra del Pacífic el 1941 per formar el conflicte mundial conegut com a Segona Guerra Mundial.
La invasió de Polònia va fer que Gran Bretanya i França declaressin la guerra a Alemanya el 3 de setembre. Tot i això, poc van afectar el resultat de la campanya de setembre. Gran Bretanya i França no van emetre cap declaració de guerra contra la Unió Soviètica. Aquesta manca d'ajuda directa va fer que molts polonesos creguessin que havien estat traïts pels seus aliats occidentals. El ministre d'Exteriors, Edward Wood, va dir que només estaven obligats a declarar la guerra a Alemanya a causa de la primera clàusula de l'Acord anglo-polonès de 1939.
La diferent actitud dels aliats anglo-francesos de Polònia envers l'Alemanya nazi i l'URSS va ser argumentada en aquest moment, per exemple, pel futur cap del govern britànic, Churchill:
| « | Els russos van ser culpables de traïció durant les recents negociacions, però la demanda del mariscal Voroixilov que els exèrcits russos, si fossin aliats de Polònia, ocupessin Vilnius i Lvov era una demanda militar perfectament raonable. Va ser rebutjada per Polònia, els arguments de la qual, malgrat la seva naturalitat, no es poden considerar satisfactoris a la llum de l'actualitat. Com a resultat, Rússia va adoptar les mateixes posicions que un enemic de Polònia que podria haver pres com un amic molt dubtós i sospitós. La diferència en realitat no és tan gran com podria semblar. Els russos van mobilitzar una força molt gran i van demostrar que eren capaços de moure's ràpidament i lluny de les seves posicions d'abans de la guerra. Ara fan frontera amb Alemanya i aquesta última és completament incapaç d'exposar el front oriental. Caldrà deixar enrere un gran exèrcit alemany per controlar-lo. Pel que sé, el general Hamelin calcula la seva força com a mínim en 20 divisions, però pot ser que n'hi hagi 25 o fins i tot més. Per tant, el front oriental existeix potencialment. | » |

| « | Rússia segueix una política freda dels seus propis interessos. Preferiríem que els exèrcits russos es mantinguessin en les seves posicions actuals com a amics i aliats de Polònia, més que com a invasors. Però per protegir Rússia de l'amenaça nazi, era clarament necessari que els exèrcits russos estiguessin en aquesta línia. En qualsevol cas, aquesta línia existeix i, en conseqüència, s'ha creat el front oriental, que l'Alemanya nazi no gosarà atacar... | » |

El 23 de maig de 1939, Hitler va explicar als seus oficials que l'objectiu de l'agressió no era Danzig, sinó la necessitat d'obtenir el Lebensraum alemany i els detalls d'aquest concepte es formularien posteriorment a l'infame Generalplan Ost. La invasió va delmar les zones residencials urbanes, els civils aviat es van igualar als combatents i la pròxima ocupació alemanya (tant als territoris annexos com al Govern General) va ser un dels episodis més brutals de la Segona Guerra Mundial, resultant entre 5,47 i 5,67 milions de morts poloneses (al voltant d'una sisena part de la població total del país, i un 90% de la població jueva -incloent els assassinats massius de 3 milions de ciutadans polonesos (principalment jueus com a part de la "Solució final" en camps d'extermini com Auschwitz, en camps de concentració, i en nombroses matances ad hoc, on els civils eren envoltats, portats a un bosc proper, metrallats i enterrats, fossin morts o no. Entre les 100.000 persones assassinades en les operacions de Intelligenzaktion el 1939-1940, aproximadament 61.000 eren membres de la intel·lectualitat polonesa: erudits, clergues, antics oficials i altres, que els alemanys van identificar com a objectius polítics al Llibre de processament especial-Polònia, compilat abans de començar la guerra el setembre de 1939.
Segons l'Institut Polonès de Memòria Nacional, l'ocupació soviètica entre 1939 i 1941 va provocar la mort de 150.000 i la deportació de 320.000 ciutadans polonesos, quan tots els que es consideraven perillosos per al règim soviètic estaven sotmesos a la sovietització, reassentament forçat, presó en camps de treball (els gulags) o assassinat, com els oficials polonesos de la massacre de Katyn. [a]

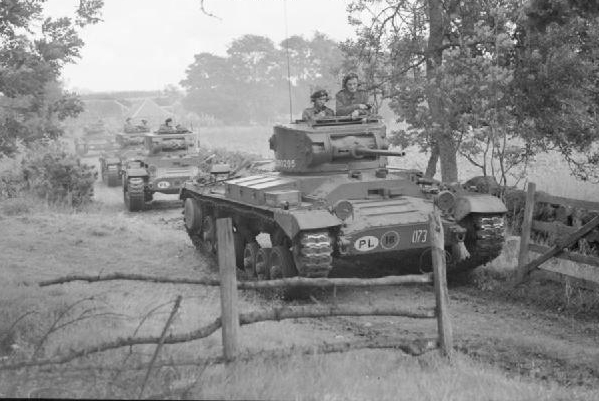
1r Cos polonès en exercici a Escòcia el 1941

Des de l'octubre de 1939, l'exèrcit polonès que podia escapar de la presó dels soviètics o nazis es dirigia principalment als territoris britànics i francesos. Aquests llocs es van considerar segurs, a causa de l'aliança d'abans de la guerra entre Gran Bretanya, França i Polònia. No només el govern es va escapar, sinó que també es va evacuar el subministrament d'or nacional a través de Romania i es va portar a l'oest, sobretot a Londres i Ottawa. Les aproximadament 75 tones (83 tones curtes) d'or es consideraven suficients per posar un exèrcit al camp durant la guerra.

## Relats de testimonis presencials
De Lemberg a Bordeus ('Von Lemberg bis Bordeaux'), escrit per Leo Leixner, periodista i corresponsal de guerra, és un relat de primera mà de les batalles que van conduir a les caigudes de Polònia, els Països Baixos i França. Inclou una descripció rara de testimonis oculars de la batalla de Węgierska Górka. L'agost de 1939, Leixner es va unir a la Wehrmacht com a reporter de guerra, va ser ascendit a sergent i, el 1941, va publicar els seus records. El llibre va ser publicat originalment per Franz Eher Nachfolger, l'editorial central del partit nazi.
El periodista i cineasta nord-americà Julien Bryan va arribar al setge de Varsòvia el 7 de setembre de 1939 en el moment del bombardeig alemany. Va fotografiar el començament de la guerra fent servir un rotlle de pel·lícula en color (Kodachrome) i molta pel·lícula en blanc i negre. Va fer una pel·lícula sobre crims alemanys contra civils durant la invasió. En color, va fotografiar soldats polonesos, civils fugint, bombardejant cases i un bombarder alemany He 111 destruït per l'exèrcit polonès a Varsòvia. Les seves fotografies i la pel·lícula Siege s'emmagatzemen al Museu Memorial de l'Holocaust dels Estats Units.

## Conceptes equivocats
Hi ha diverses idees errònies generalitzades sobre la campanya polonesa de setembre.

### El combat entre la cavalleria polonesa i els tancs alemanys

Camp de batalla a Krojanty

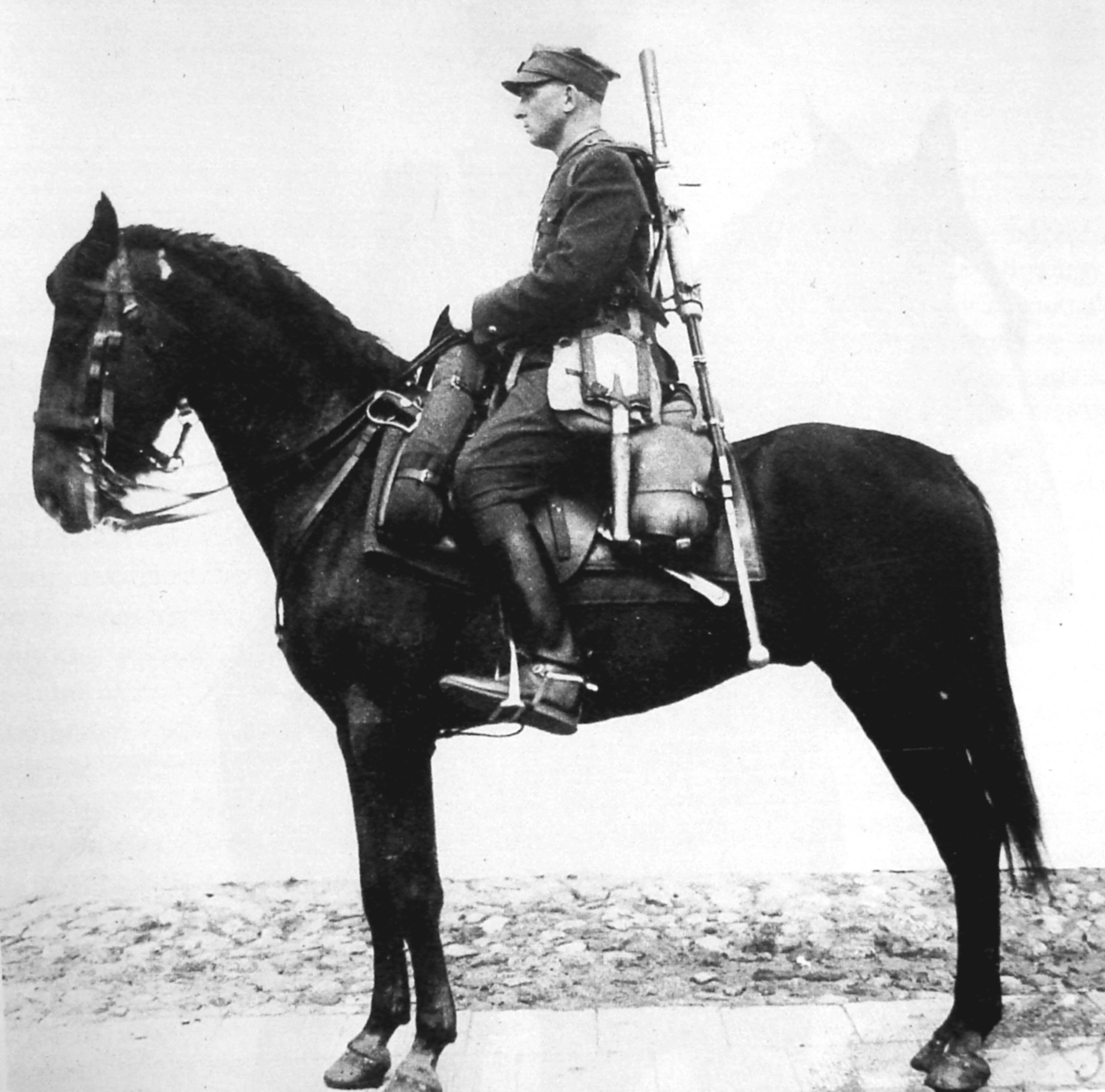
Uhlan polonès amb rifle antitanc Wz. 35, 1938

Les unitats de cavalleria polonesa no van enfrontar-se als tancs alemanys amb llances i espases. A la batalla del bosc de Tuchola, l'1 de setembre de 1939, el 18è Regiment Uhlan de Pomerània havia estat encarregat de cobrir la retirada de la infanteria polonesa. Al vespre, els uhlans de Pomerània es van trobar amb contingents de l'avançada 20a divisió d'infanteria alemanya del XIX exèrcit de Heinz Guderian. El comandant Kazimierz Mastalerz va ordenar un atac, obligant la 20a infanteria a retirar-se i dispersar-se. El combat va resultar reeixit ja que l'avanç alemany s'havia endarrerit. No obstant això, després del redistribució, el 18 pomerani van rebre un sobtat i intens tir de metralladores de vehicles blindats de reconeixement alemanys. Tot i la seva ràpida retirada, gairebé un terç dels uhlans van morir o ferits.
Un grup de corresponsals de guerra alemanys i italians, que van visitar el camp de batalla, van fixar-se en els homes i cavalls de cavalleria morts entre els vehicles blindats. El reporter italià Indro Montanelli va publicar ràpidament un article al Corriere della Sera, sobre els valents i heroics homes de cavalleria polonesa, que carregaven els tancs alemanys amb sabres i llances.
L'historiador Steven Zaloga a Poland 1939: The Birth of Blitzkrieg (2004):
| « | Si una sola imatge domina la percepció popular de la campanya polonesa de 1939, és l'escenari de la cavalleria polonesa que va carregar valent contra els Panzers amb les llances. Com molts altres detalls de la campanya, és un mite que va ser creat per la propaganda alemanya de guerra. No obstant això, aquests mites també han estat adoptats pels mateixos polonesos com a símbols de la seva galanteria de guerra, aconseguint una ressonància cultural malgrat la seva diferència amb el registre històric". | » |

El 1939, només el 10% de l'exèrcit polonès estava format per unitats de cavalleria.

### Força Aèria Polonesa
La Força Aèria Polonesa no va ser destruïda a terra durant els primers dies de la guerra. Tot i que numèricament inferior, s'havia redistribuït de les principals bases aèries a petits camps d'aviació camuflats poc abans de la guerra. Només alguns avions d'entrenament i avions auxiliars van ser destruïts a terra. La Força Aèria de Polònia, tot i estar considerablement superada en nombre i amb els seus combatents superats pels combatents alemanys més avançats, va romandre activa fins a la segona setmana de la campanya, causant danys importants a la Luftwaffe. La Luftwaffe va perdre 285 avions per totes les causes operatives, amb 279 més danyats, i els polonesos van perdre 333 avions.

### Resistència polonesa a la invasió
Una altra pregunta és si Polònia va causar pèrdues importants a les forces alemanyes i si es va rendir massa ràpidament. Tot i que les estimacions exactes varien, Polònia va costar als alemanys unes 45.000 baixes i 11.000 vehicles militars danyats o destruïts, inclosos 993 tancs i cotxes blindats, 565 a 697 avions i 370 peces d'artilleria. Pel que fa a la durada, la campanya de setembre va durar aproximadament una setmana i mitja menys que la batalla de França del 1940, tot i que les forces anglo-franceses estaven molt més a prop de la paritat amb els alemanys en força numèrica, equipament i eren recolzats per la línia Maginot A més, l'exèrcit polonès estava preparant el cap de pont romanès, cosa que hauria allargat la defensa polonesa, però el pla fou invalidat per la invasió soviètica de Polònia el 17 de setembre de 1939. Polònia tampoc mai es va rendir oficialment als alemanys. Sota l'ocupació alemanya, hi va haver una resistència continuada de forces com l'Armia Krajowa, les guerrilles de Henryk Dobrzański i els Leśni ("partisans del bosc").

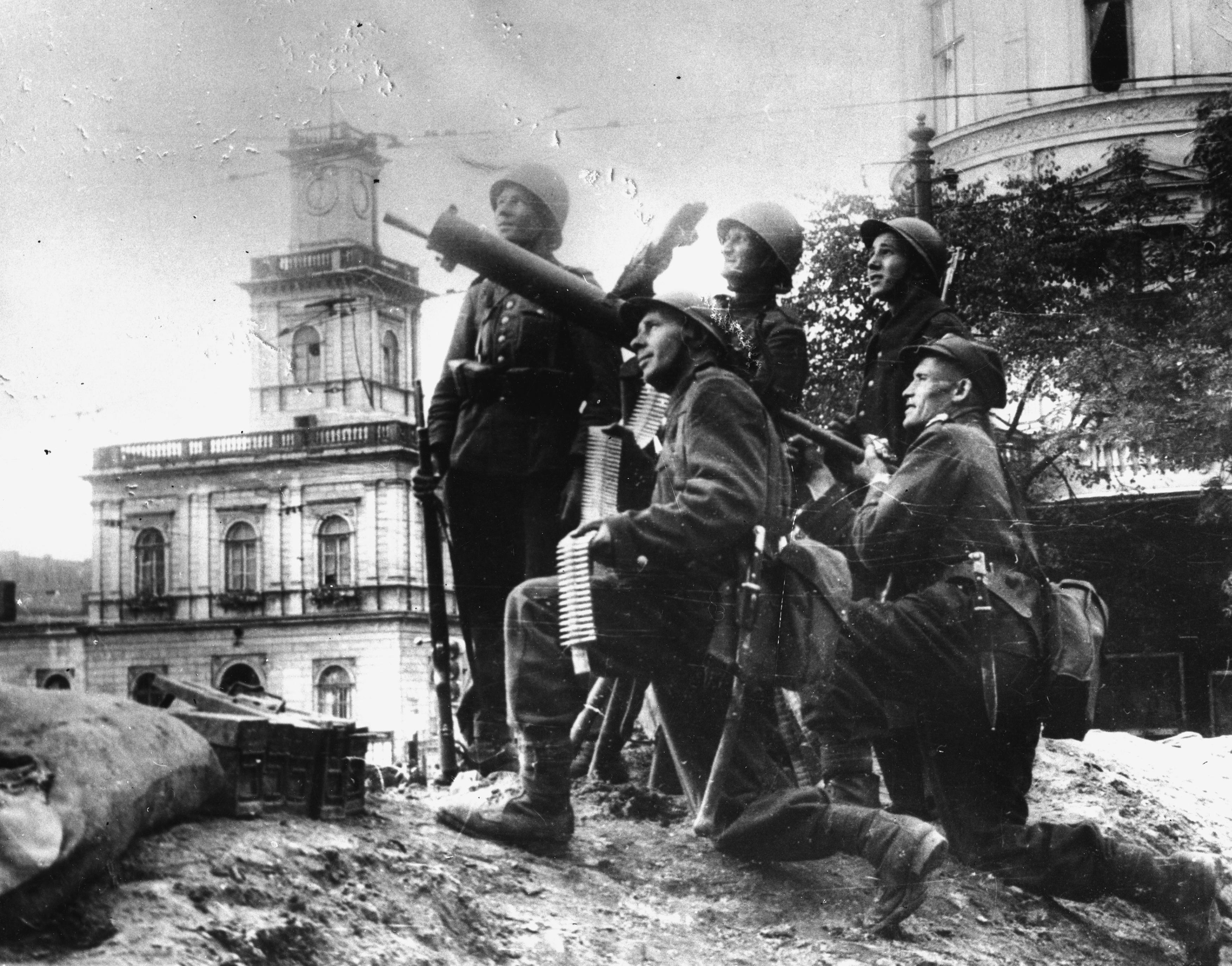
Soldats polonesos amb artilleria antiaèria a prop de l'estació central de Varsòvia els primers dies de setembre de 1939.

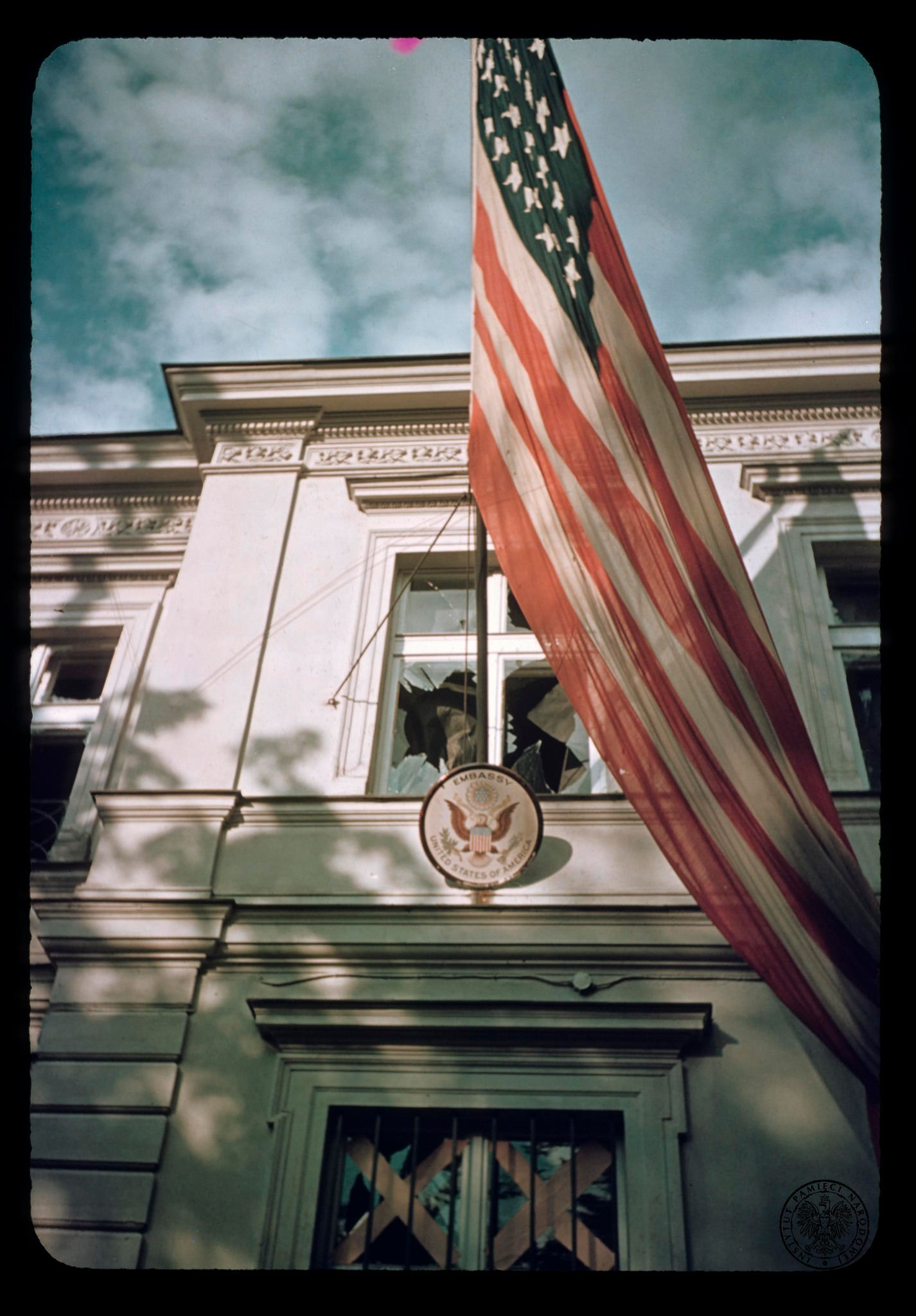
Ambaixada nord-americana a Varsòvia durant l'atac aeri alemany el setembre de 1939. La finestra està visiblement trencada.

### Primer ús de l'estratègiaBlitzkrieg
Sovint se suposa que Blitzkrieg és l'estratègia que Alemanya va utilitzar per primera vegada a Polònia. Moltes de les primeres històries de la postguerra, com la de Barrie Pitt a La Segona Guerra Mundial (BPC Publishing 1966), atribueixen la victòria alemanya a un "enorme desenvolupament de la tècnica militar que es va produir entre 1918 i 1940", i citen que "Alemanya, que va traduir entre guerres) teories en acció ... anomenat el resultat Blitzkrieg". Aquesta idea ha estat rebutjada per alguns autors. Matthew Cooper escriu:
| «        | Al llarg de la campanya polonesa, l'ocupació de les unitats mecanitzades va revelar la idea que estaven destinades exclusivament a facilitar l'avanç i a donar suport a les activitats de la infanteria ... Per tant, qualsevol explotació estratègica de la idea blindada encara era nascuda. La paràlisi del comandament i el trencament de la moral no es van convertir en l'objectiu final de les ... forces terrestres i aèries alemanyes, i només van ser subproductes accessoris de les tradicionals maniobres de tancament ràpid i de les activitats de suport de l'artilleria volant de la Luftwaffe, que tenia com a finalitat la destrucció física de les tropes enemigues. Tal va ser el Vernichtungsgedanke de la campanya polonesa ". | » |
| — Cooper | |   |

Vernichtungsgedanke era una estratègia que es remunta a Frederic el Gran i es va aplicar a la campanya polonesa, poc modificada respecte a les campanyes franceses del 1870 o del 1914. L'ús dels tancs
| «        | ... deixava molt a desitjar ... La por a l'acció enemiga contra els flancs de l'avanç, la por que era tan desastrosa per a les perspectives alemanyes a l'oest el 1940 i a la Unió Soviètica el 1941, va estar present des del principi de la guerra. | » |
| — Cooper | |   |

John Ellis, que escrivia a Brute Force, va afirmar
| «       | ... hi ha una justícia considerable en l'afirmació de Matthew Cooper segons la qual les divisions panzer no rebien el tipus de missió estratègica que havia de caracteritzar l'autèntic blitzkrieg blindat i gairebé sempre estaven molt subordinades als diferents exèrcits d'infanteria de masses. | » |
| — Ellis | |   |

Zaloga i Madej, a The Polish Campaign 1939, també aborden el tema de les interpretacions mítiques de Blitzkrieg i la importància d'altres armes a la campanya. Els comptes occidentals de la campanya de setembre han subratllat el valor xocant dels atacs de panzers i Stuka:

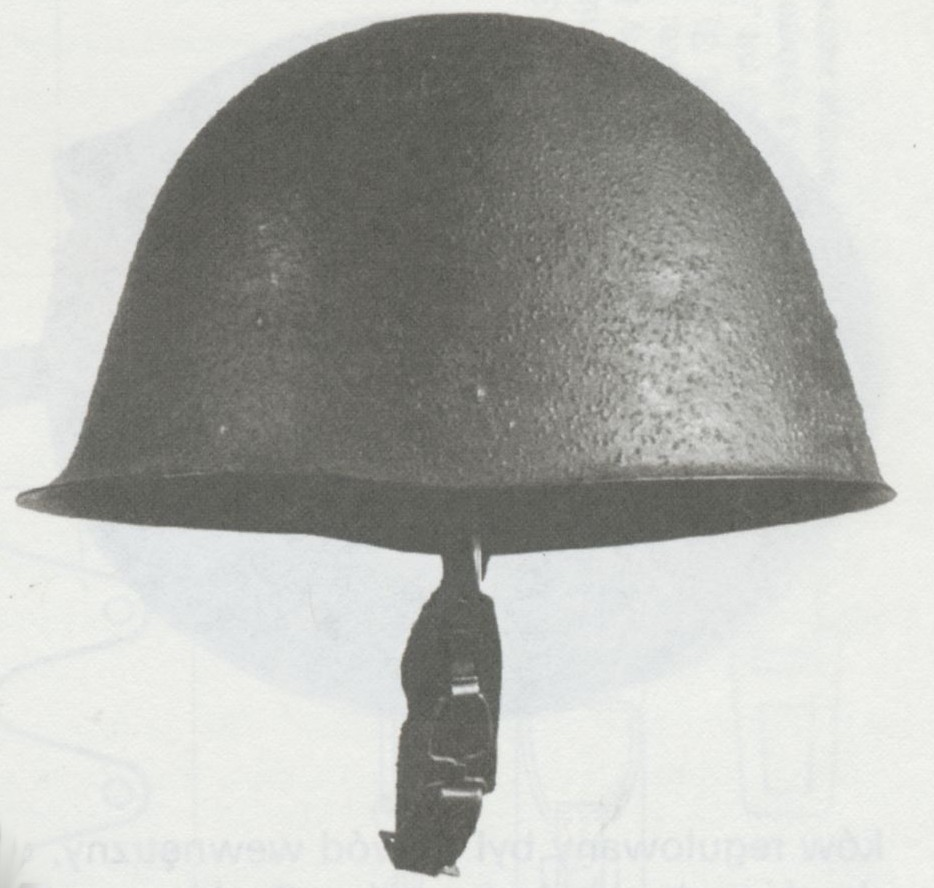
Casc polonès hełm wz. 31, model 1931

| «                | ... tendia a subestimar l'efecte castigador de l'artilleria alemanya sobre les unitats poloneses. Mòbil i disponible en gran quantitat, l'artilleria va destruir tantes unitats com qualsevol altra branca de la Wehrmacht | » |
| — Zaloga i Madej | |   |

## Efectius participants en la campanya

### Terrestres
| Països     | D. infanteria activa | D. infanteria de reserva | D. infanteria motoritzada | D. lleugeres motoritzades | D. blindades | D. cavalleria | Total |
| ---------- | -------------------- | ------------------------ | ------------------------- | ------------------------- | ------------ | ------------- | ----- |
| Regne Unit | 04                   | 05                       | 01                        | 00                        | 00           | 00            | 10    |
| França     | 23                   | 51                       | 07                        | 02                        | 00           | 03            | 56    |
| Alemanya   | 39                   | 53                       | 04                        | 04                        | 06           | 00            | 106   |
| Polònia    | 30                   | 09                       | 00                        | 00                        | 00           | 00            | 69    |

Aliats:136

Alemanya:106

No incloses unitats fortificades

### Navals
| Vaixells                        | Anglaterra | França  | Alemanya | Polònia |
| ------------------------------- | ---------- | ------- | -------- | ------- |
| Cuirassat i creuers de combat   | 15(9)      | 7(4)    | 5(2+3*)  | 0(0)    |
| Portaavions                     | 7(6)       | 2(2)    | 0(2)     | 0(0)    |
| Creuers                         | 64(19)     | 19(3)   | 8(3)     | 0(0)    |
| Contratorpediners i destructors | 184(32)    | 32(4)   | 22(12)   | 2(0)    |
| Torpediners                     | 0(20)      | 38(26)  | 12(22)   | 4(0)    |
| Submarins                       | 58(24)     | 77(25)  | 57(40)   | 5(0)    |
| Total                           | 328(110)   | 175(64) | 104(81)  | 11(0)   |

Aliats:514(174)

Alemanya:104(81)

El parèntesi significa el nombre de vaixells en construcció
*=Cuirassat de butxaca

### Aeris
| Avions     | Anglaterra | França | Alemanya | Polònia |
| ---------- | ---------- | ------ | -------- | ------- |
| Caces      | 560        | 600    | 1.179    | 270     |
| Bombarders | 850        | 200    | 1.516    | 170     |
| Total      | 1.410      | 800    | 2.695    | 440     |

Aliats:2.650

Alemanya:2.695

Bona part de l'aviació polonesa va ser destruïda als hangars, tot just començar la guerra, els alemanys els van bombardejar. Tot això alguns caces com el PZL P.11 aconseguiren algunes victòries.